# Antonín Kumpera
Antonín Teny Kumpera (10. července 1901 Praha – 19. března 1990) byl strojní inženýr, konstruktér, letec a automobilista, technik, průmyslník, vrchní ředitel, později generální ředitel a spolumajitel firmy Akciová společnost Walter, továrna na automobily a letecké motory, Praha XVII - Jinonice.

## Mládí, závody automobilů a studia
Narodil se v Praze 10. července 1901 jako prvorozený syn Vítězslava Kumpery (1876–1952) a Růženy Anny Kumperové, rozené Češpivové (*1878). O tři roky později přibyl do rodiny mladší bratr, po otci Vítězslav ml. (1904–1987). Od mládí na něj doma nevolali Toníku či Tondo, ale světáčtěji: Teny. Později tuto „zkratku“ začal používat oficiálně a byl z něho Teny Kumpera. Jeho otec byl společníkem průkopníka českého motorismu Josefa Waltera při zakládání společnosti Josef Walter a spol. (1911) a později akcionář, předseda správní rady a prezident společnosti A.S. Walter, továrna na automobily a letecké motory (1919–1945).

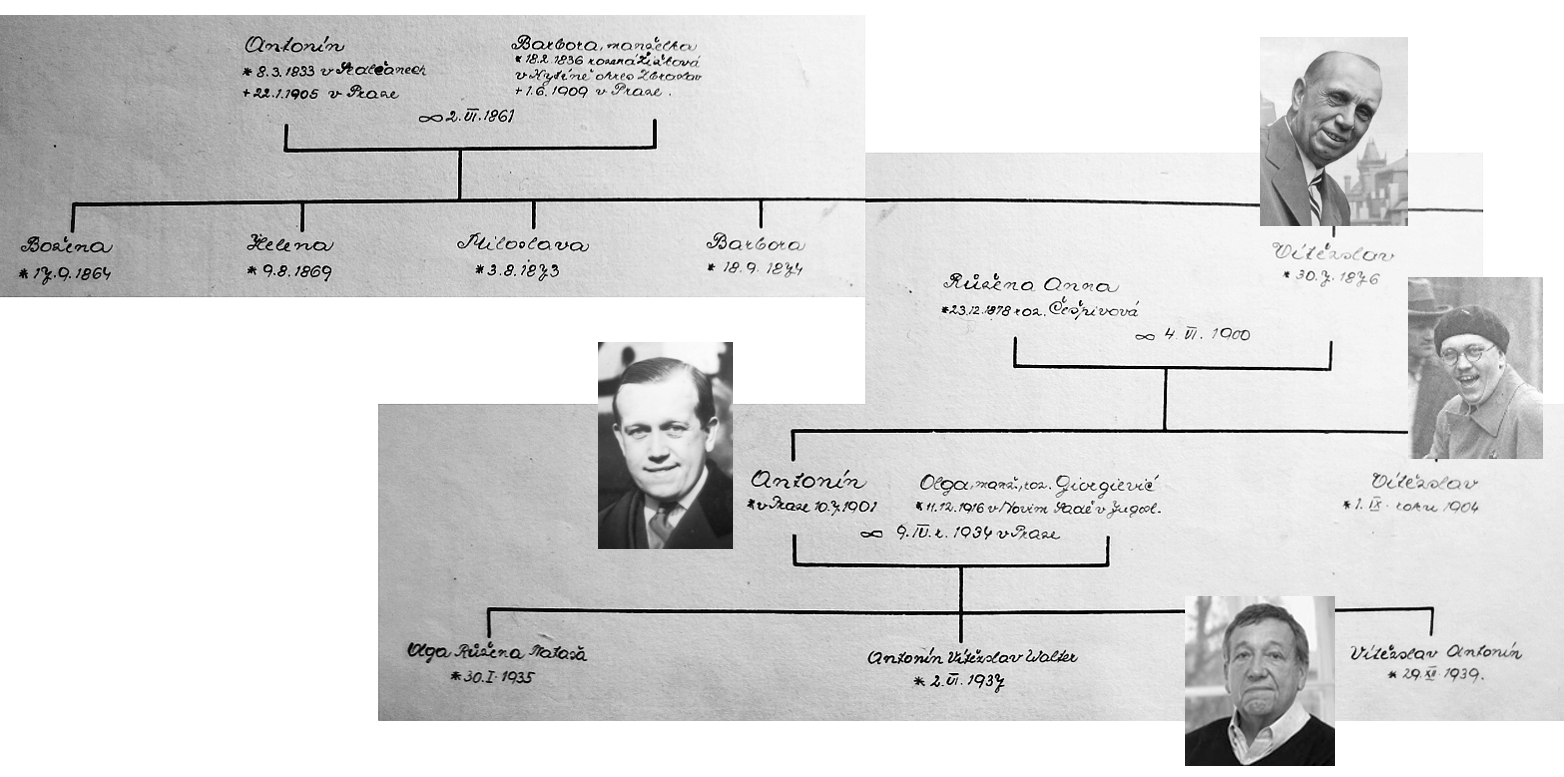
Faksimilie z rodokmenu Kumperů

Antonín absolvoval státní reálku na Starém Městě v Praze, kde 18. 6. 1919 odmaturoval s vyznamenáním. Od mládí, již za studií na reálce se zajímal o technické novinky, zvláště z nových oborů automobilismu a letectví byl nadšen. S motorovými vozidly jezdil od roku 1915, vůdčí list měl až od roku 1919. Po prázdninách 1919 zahájil studia na Českém vysokém učení technickém v Praze (ČVUT) v oboru strojního a elektrotechnického inženýrství. Inženýrská studia ukončil 14. 6. 1924 II. státní zkouškou s vyznamenáním. Již během studií absolvoval praxi u vídeňské automobilky Gräf & Stift, která vyráběla kromě osobních vozů také nákladní automobily, autobusy, trolejbusy a tramvaje.

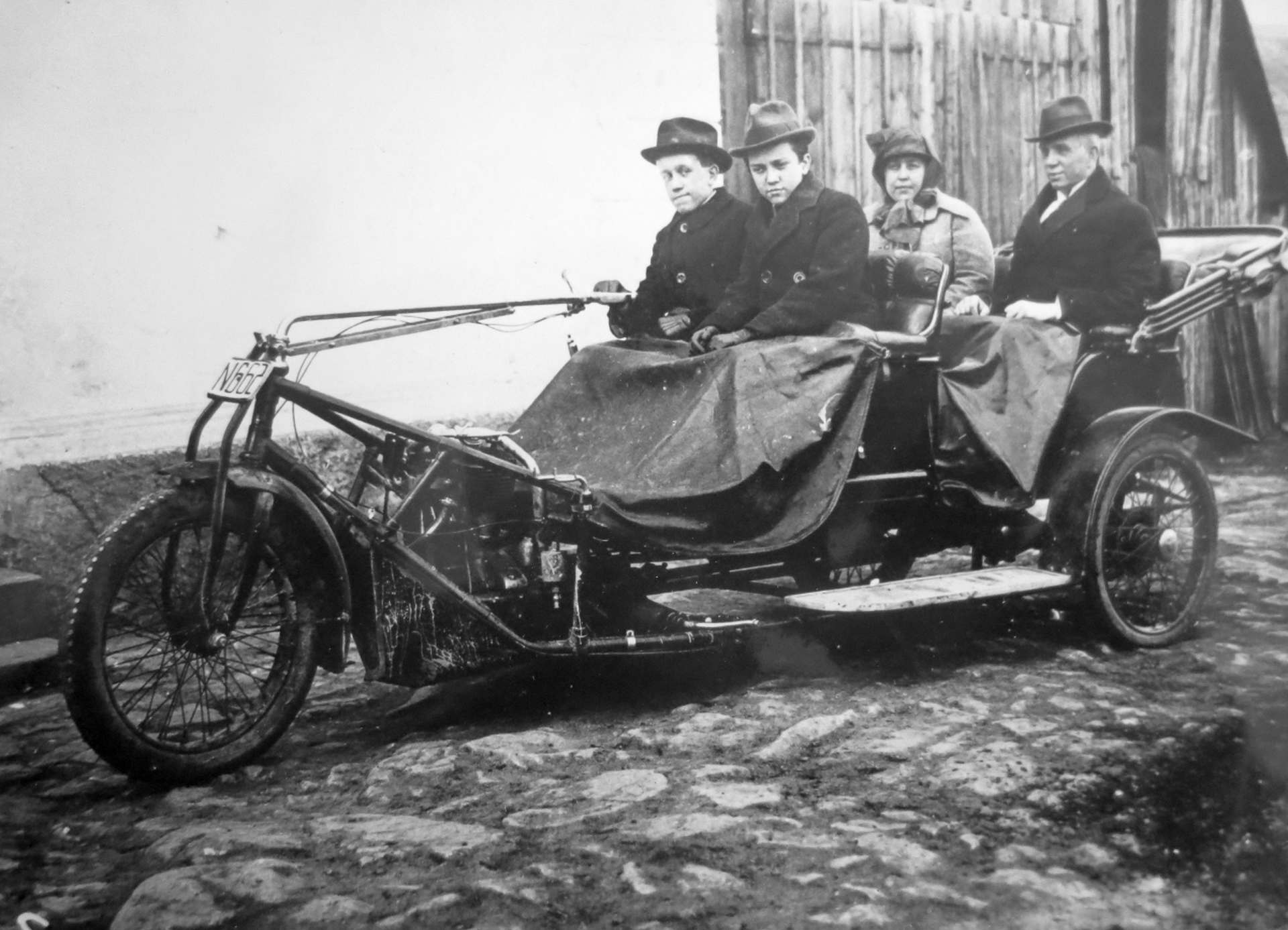
Rodina Kumperova na tříkolce Walter C4, zleva synové Antonín a Vítězslav ml. a vzadu Vítězslav Kumpera st. s chotí

Od roku 1922 jel jako student techniky řadu rychlostních a vytrvalostních závodů v automobilech Walter, při nichž se osvědčil jako řidič a závodník vynikajících kvalit. Avšak první závod absolvoval v závodu do vrchu Zbraslav–Jíloviště 30. dubna 1922 na skútru. Startoval v kategorii Scootery na stoji vyrobeném společností Č.A.S. a ze 4 startujících na skútrech ČAS obsadil 4. místo v čase 16:32,35 min. Tyto stroje byly vybaveny motory Walter D 48/50 ing. Josefa Plocka. První závod na automobilu absolvoval A. Kumpera červenci 1922. Byl to III. ročník mezinárodního Závodu lázeňských míst po trase Karlovy Vary-Bečov-Mariánské Lázně-Falknov (Sokolov)-Loket a zpět do Karlových Varů. V referátu o závodu bylo uvedeno, že Kumpera jun. na voze Walter, který jel velmi dobře až do Lokte, byl potom (necelých 20 km před cílem) stižen poruchou. V celkových výsledcích posádka Kumpera-Šusta nebyla zmíněna. Do cíle dojelo jen 5 automobilů, zvítězil František Svoboda s automobilem Laurin & Klement RK/M.
V září 1922 (4.–10. září) se zúčastnil II. ročníku jízdy spolehlivosti Kolem republiky, nazvané jako II. mezinárodní soutěž spolehlivosti Československem. Trať byla, oproti I. ročníku, prodloužena na 2400 km a rozšířena o jednu etapu na Podkarpatskou Rus. Nejúspěšnějším „beztrestným“ jezdcem a současně nejmladšími v poli závodníků, se stali studenti techniky Ing.C. Antonín Kumpera (pozdější generální ředitel Walter) a jeho spolujezdec Ing.C. Jan Šusta (pozdější úspěšný konstruktér a jeden z ředitelů továrny Walter) na Waltru WIZI (st. č. 7). Kumpera se Šustou získali Cenu Autoklubu Republiky Československé (AKRČs) pro amatéry, Cenu Klubu Slovenských automobilistov (KSA) pro nejslabší „beztrestný“ vůz, Cenu místopředsedy KSA pana továrníka Jána Lipperta pro nejmladšího jezdce, který projede Slovensko bez tr. bodů atd. V říjnu 1922 vykonal jako řidič ještě se zaplombovaným motorem ze soutěže spolehlivosti Walter WIZI propagační jízdu Praha–Paříž nonstop na pařížský autosalon. Zajímavější ovšem bylo, koho měl ve „fondu“, myšleno ve voze. Mimo něj po Paříži jezdili redaktor Charles Faroux (pozdější ředitel závodů v Le Mans 1923-1956), redaktor Národní politiky a Auta Jaroslav Kalva, bývalý konstruktér „waltrovky“ ing. Josef Zubatý (Walter WZ) a ředitel a konstruktér továrny J. Walter a spol. ing. Jan Novák (spoluautor prvních leteckých motorů Walter NZ 60). Dalším účastníkem cesty byl Vítězslav Kumpera ml., student práv, pozdější obchodní ředitel a.s. Walter. V obsáhlém článku redaktora Kalvy v magazínu Auto je několikrát titulován „přítelem“. Říká se: na správném místě, se správnými lidmi a ve správný čas. Na tyto „příhody“ měl po celý život obdivuhodný talent.

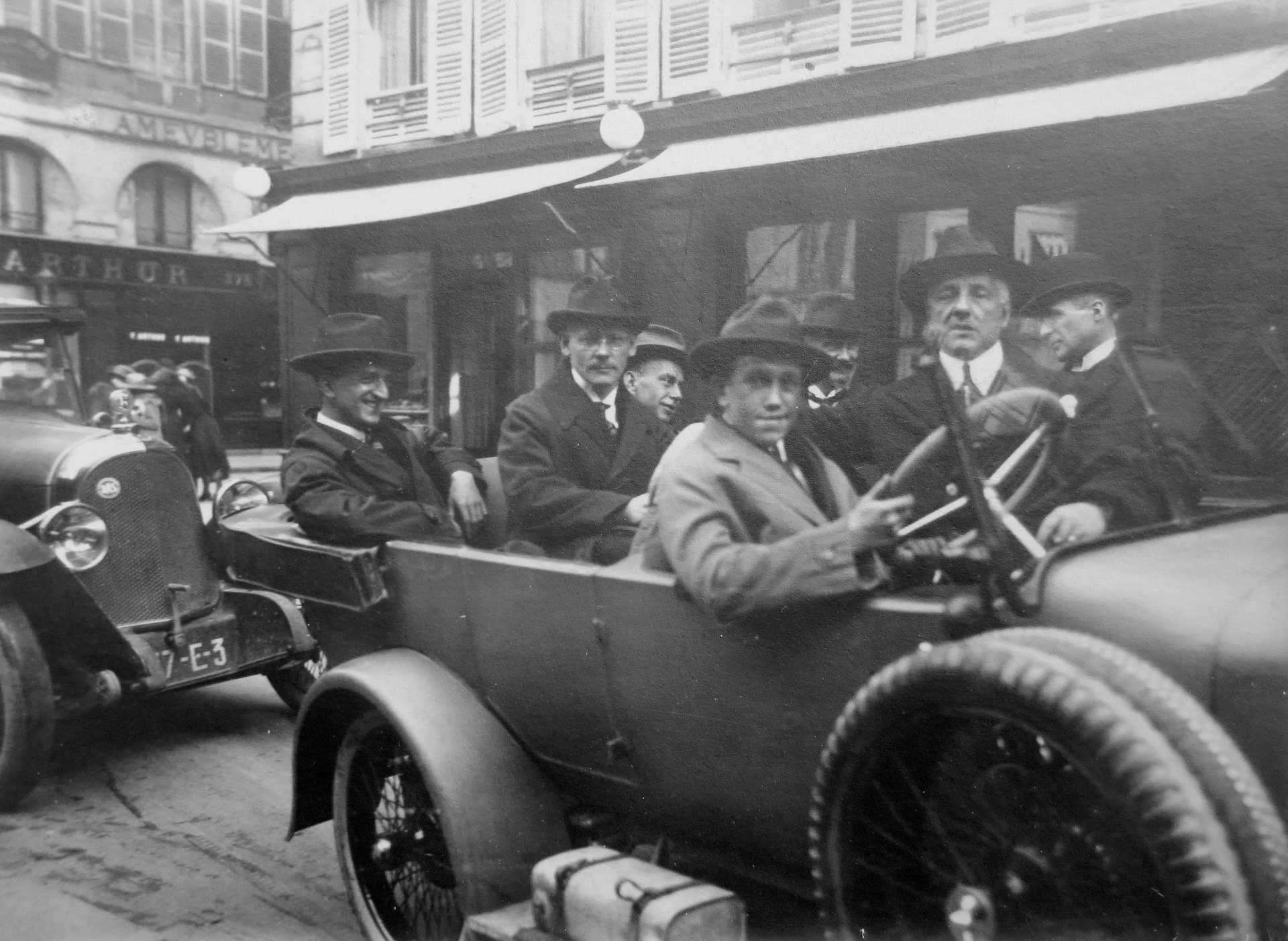
Za volantem automobilu Walter WIZI sedí Antonín Kumpera, vedle něj redaktor Charles Faroux, na zadních sedadlech zleva ing. Josef Zubatý, ing. Jan Novák a Jaroslav Kalva (Paříž 1922)

Již předtím, avšak v témže roce 1922 si Antonín Kumpera zahrál epizodní roli (závodník na voze č. 1) ve filmu O velkou cenu (premiéra 3.11.1922), který se věnoval automobilovým závodům a uváděl autentické záběry ze známého závodu automobilů do vrchu Zbraslav – Jíloviště. Antonín Kumpera je v databázích ČSFD i FDb uváděn pod zkomoleným jménem Tony Kumpera.
Ve III. ročníku mezinárodní soutěže spolehlivosti cestovních automobilů Československem uspořádanou AKRČs ve dnech 25. června – 1. července 1923 dojely oba zúčastněné Waltry WIZI s motorem o objemu 1998 cm3 posádek ing. C A. Kumpera – ing. C J. Šusta a kpt. Böhm – rotm. Stošek, jak se již stalo v této soutěži tradicí, opět bez trestných bodů. Trasa bylo shodná s loňským ročníkem, tj. 2400 km rozdělených do 6 etap. V soutěži o Státní mezinárodní putovní cenu pro týmy obsadil dvoučlenný tým Walter (Kumpera, Böhm) 2. místo, Ing.C. A. Kumpera (Walter WIZI) získal Cenu AKRČs pro „amateury“, Cenu Egenländer Automobil Klubu pro nejlepšího „amateura“, Cenu sportovní komise AKRČs a Cenu p. tov. Jána Lipperta z Bratislavy pro nejmladšího jezdce, který dojede bez trestných bodu.
V srpnové (15.–19.8.1923), čtyřetapové soutěži spolehlivosti Klubu slovenských automobilistov zvítězil „rodinný“ tým Walter. Soutěž v délce 920 km se jela na trase Bratislava – Sliač – Tatranská Lomnica – Trenčianské Teplice – Bratislava za stejně těžkých podmínek jako soutěž spolehlivosti Kolem republiky AKRČs. Tři vozy Walter WIZI řídili: Vítězslav Kumpera st. (47), JUC. Vítězslav Kumpera ml. (19) a Ing.C Antonín Kumpera (22) a dojeli soutěž bez trestných bodů. V září 1923 se A. Kumpera zúčastnil mezinárodních závodů západočeského automobilového klubu v Plzni. V kategorii cestovních automobilů přes 5,3 l obsadil s automobilem Gräf & Stift 2. místo (šestiválcový řadový motor o objemu válců 7749 cm3) za Havlem na Mercedesu.

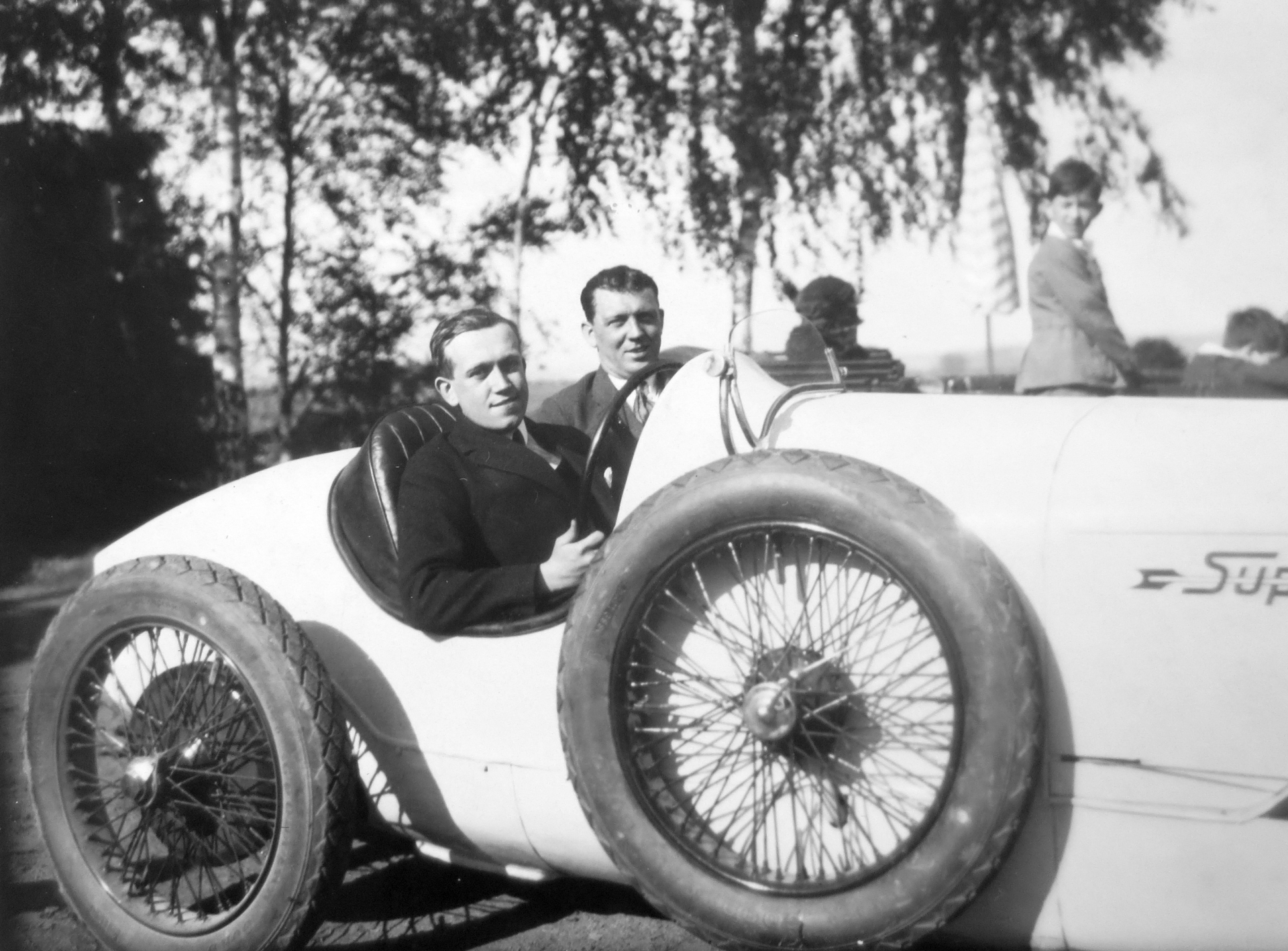
Antonín Kumpera a Jindřich Knapp (Walter Super-Sports 1927)

Po studiích vyrazil na zkušenou do leteckých továren ve Francii a Anglii. Postupně byl v letech 1924–1927 zaměstnán u firem Peugeot v Issy (Paříž), Hispano Suiza v Bois Colombe (Paříž), u Gnome et Rhône v Paříži, kde byl náměstkem ředitele a asistentem hlavního inženýra, a konečně u „spřízněné“ firmy Bristol Aeroplane Comp v anglickém Bristolu. Naučil se velmi dobře německy, francouzsky a anglicky, čehož v následujících letech velmi využíval. Využíval i nabytých kontaktů, které u firem Hispano Suiza, Gnome et Rhône a Bristol Aeroplane získal. Se všemi těmito firmami ve svém profesním životě později spolupracoval. Za svého pobytu v cizině spolupracoval s četnými českými listy, do nichž psal informativní články o technických novinkách mj. do magazínů Auto a Motor. Jedním z obsažných článků bylo pojednání Otázka automobilových brzd uveřejněné v č. 4-5 Auta v roce 1926. Byl členem Autoklubu republiky Československé (AKRČs.) a členem jeho výboru. Byl dále členem profesního sdružení odborníků z oblasti leteckého, automobilového a dopravního průmyslu SAE International New York, mezinárodní asociace inženýrů I.A.E. v Londýně, anglického Royal Aero-Club v Londýně a také byl členem AeroClubu království Jugoslávie. V Aeroklubu RČs. byl v 30. letech 20. století několikrát zvolen do správního výboru a v Aeroklubu Vysokoškolského sportu (AVS) byl předsedou v letech 1933–1937. Byl i členem Kuratoria pro správu učebních kurzů pro letectví na ČVUT, tj. studijních programů (1934–1939).

## Profesní život

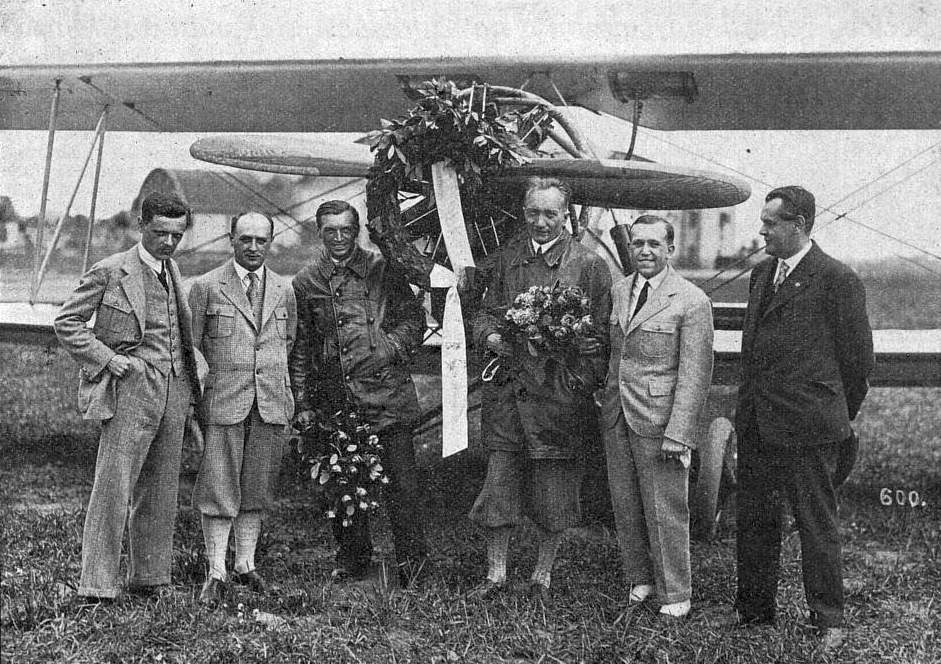
Avia BH-29 a Walter NZ-120. Uvítání škpt. Hamšíka po propagačním letu Evropou 1928 (zleva ing. Hajn, ing. Beneš, mechanik Kučera, škpt. Hamšík, ing. Antonín Kumpera, ing. Barvitius)

Jeho otec Vítězslav Kumpera potřeboval pomoc ve správní radě společnosti J. Walter a spol., kde byl od roku 1911 společníkem. Povolal tedy syna z cest domů. Byla prý taková nepsaná dohoda ve správní radě o „rotaci kádrů“ a v roce 1926 Vítězslava Kumperu do správní rady ostatní členové nezvolili. Antonín Kumpera v Kronice Kolodějského zámku označuje nevolitele přímo za nepřátelskou kliku. Vítězslav Kumpera st. to ovšem považoval vzhledem k zásluhám o firmu Walter za veliký nevděk. V roce 1927 se mu podařilo nakoupit akcie v takovém množství, že měl již nadpoloviční většinu. Vzápětí byl opět zvolen předsedou správní rady a jako jeden z prvních kroků, které ve znovunabyté pozici učinil, bylo, že syna Antonína jmenoval v jeho v 26 letech vrchním ředitelem a krátce nato generálním ředitelem továrny Walter.

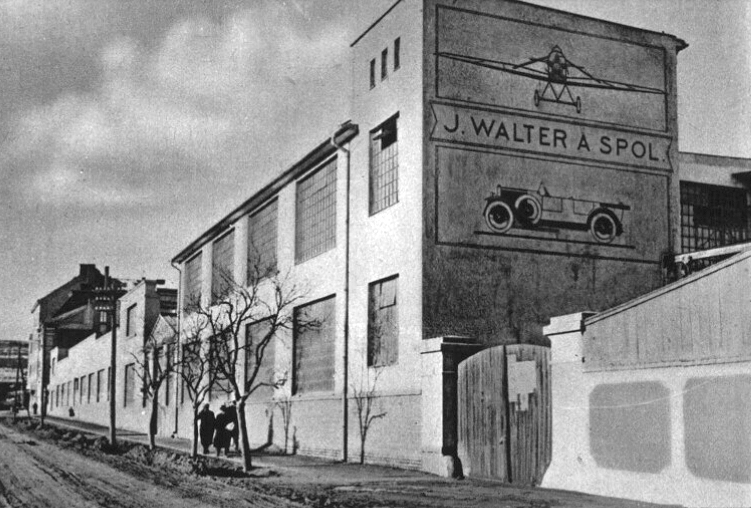
Továrna J. Walter a spol. (před rokem 1929)

Ten se po odchodu vrchního ředitele ing. Jana Nováka do Mladé Boleslavi ujal této funkce s plnou vervou. Když převzal továrnu, měla 300 zaměstnanců. Během několika málo let učinil z jinonické továrny podnik minimálně evropského formátu.
V interních vztazích uvnitř továrny zaujal pozici majitele se vším všudy. Dokumentovat to lze na vztazích s nejlepším závodníkem továrny Walter Jindřichem Knappem a na jím postaveném závodním vozem Walter 0. Knapp si závodní auta v podstatě stavěl sám, lépe řečeno společně s podobnými nadšenci z továrny jako byl on. S Waltrem 0 v letech 1924–1926 vyhrál mnoho závodu (závody do vrchu Zbraslav-Jíloviště (2×), Brno-Soběšice, Schöber u Rumburku a Panoramu v Karlových Varech, Lochotíně u Plzně skončil 2.). Dá-li se to tak říci, Antonín Kumpera Knappovi Walter 0 zabavil a nechal si z něho v karosárně postavit sportovní vůz Walter Super-Sports doplněný blatníky se zástěrkami, světlomety a s úřední poznávací značkou N XIII 571 ho využíval pro soukromou potřebu. Tehdy to ve vztazích začalo skřípat, protože stejná situace se opakovala vícekrát. Knapp postavil auto, vyhrál s ním pár závodů a Teny si ho vzal nebo ho prodal. Tyhle nedobré vztahy vyvrcholily v 1931, kdy Knapp po hádce s Tenym odmítl pokračovat v Jízdě 10 000 km AvD. Nakonec se Knapp nechal umluvit, v jízdě pokračoval a Walter Super 6 tuto jízdu slavně vyhrály, jak se uvádí níže.
Manažersky se mu však dařilo. Již v roce 1927 založil filiálku a později továrnu na letecké motory Svetozar Vlajkovič i komp. v Bělehradě (Království SHS) koupil. Tato továrna byla původně předurčena pro výrobu motorů Walter NZ-120 pro potřeby jugoslávského vojenského letectva. Technické a obchodní vedení této továrny bylo svěřeno osvědčeným pracovníkům z Jinonic, Emilu Havlíčkovi a ing. V. Šmídovi. V pozdějším období zde vykonával funkci výrobního ředitele (šéf dílen) ing. Jan Šusta.
S motorem NZ-120 pro letoun Spartan C3 je spojen i obchod v USA s firmou Spartan Aircraft Company z Tulsy v Oklahomě (1928–1929). Přes zaslanou objednávku Spartanu na dodávku 2000 motorů (500 motorů ročně) z tohoto obchodu sešlo, avšak při jednáních v USA se Antonín Kumpera seznámil mj. s Anthony Fokkerem (letadla Fokker) a Giannim Capronim (letadla Caproni). Těchto i jiných kontaktů uměl v budoucnosti dokonale využít.

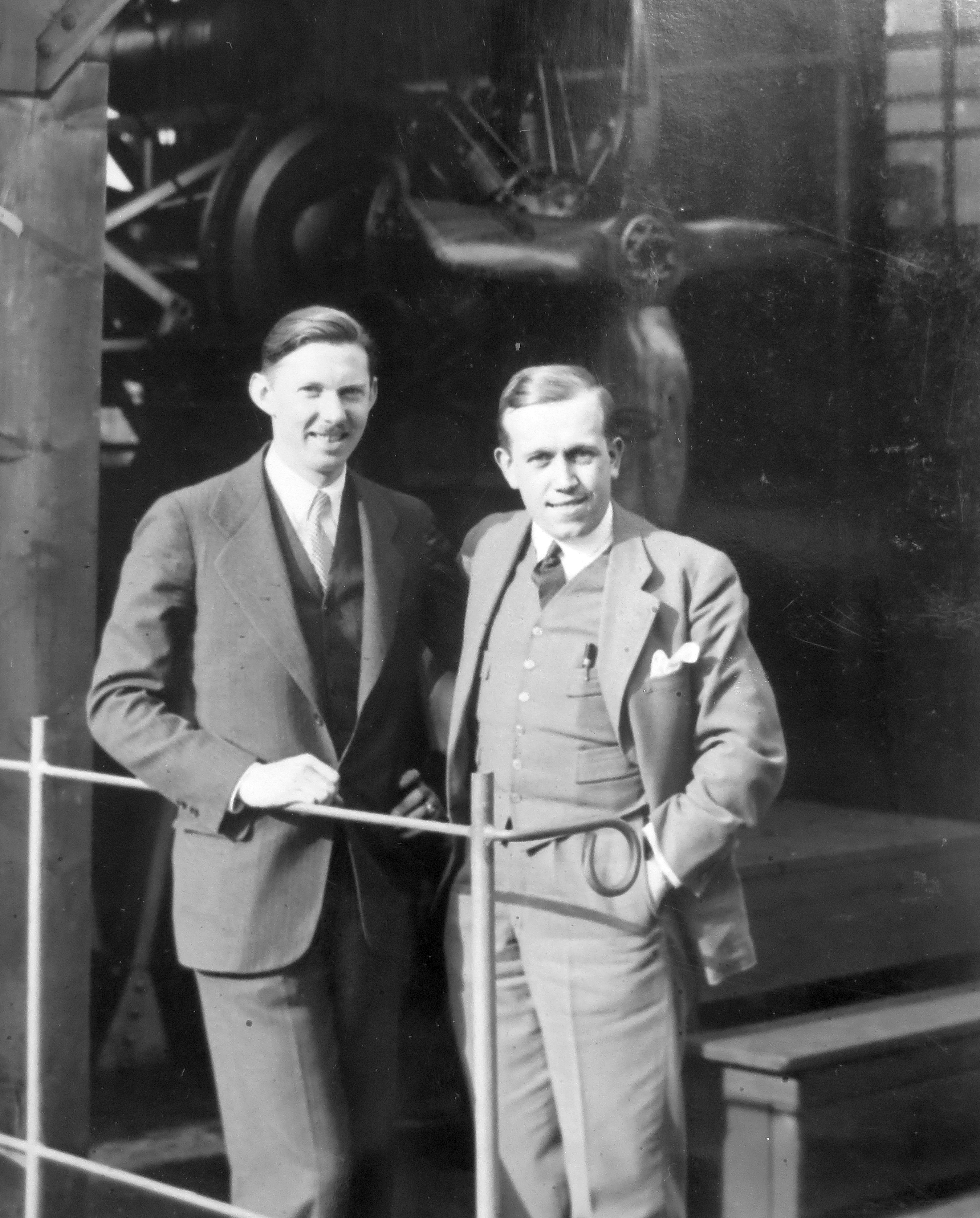
Willis C. Brown ze společnosti Spartan Aircraft Company a Antonín Kumpera na zkušebně motorů Walter (1928)

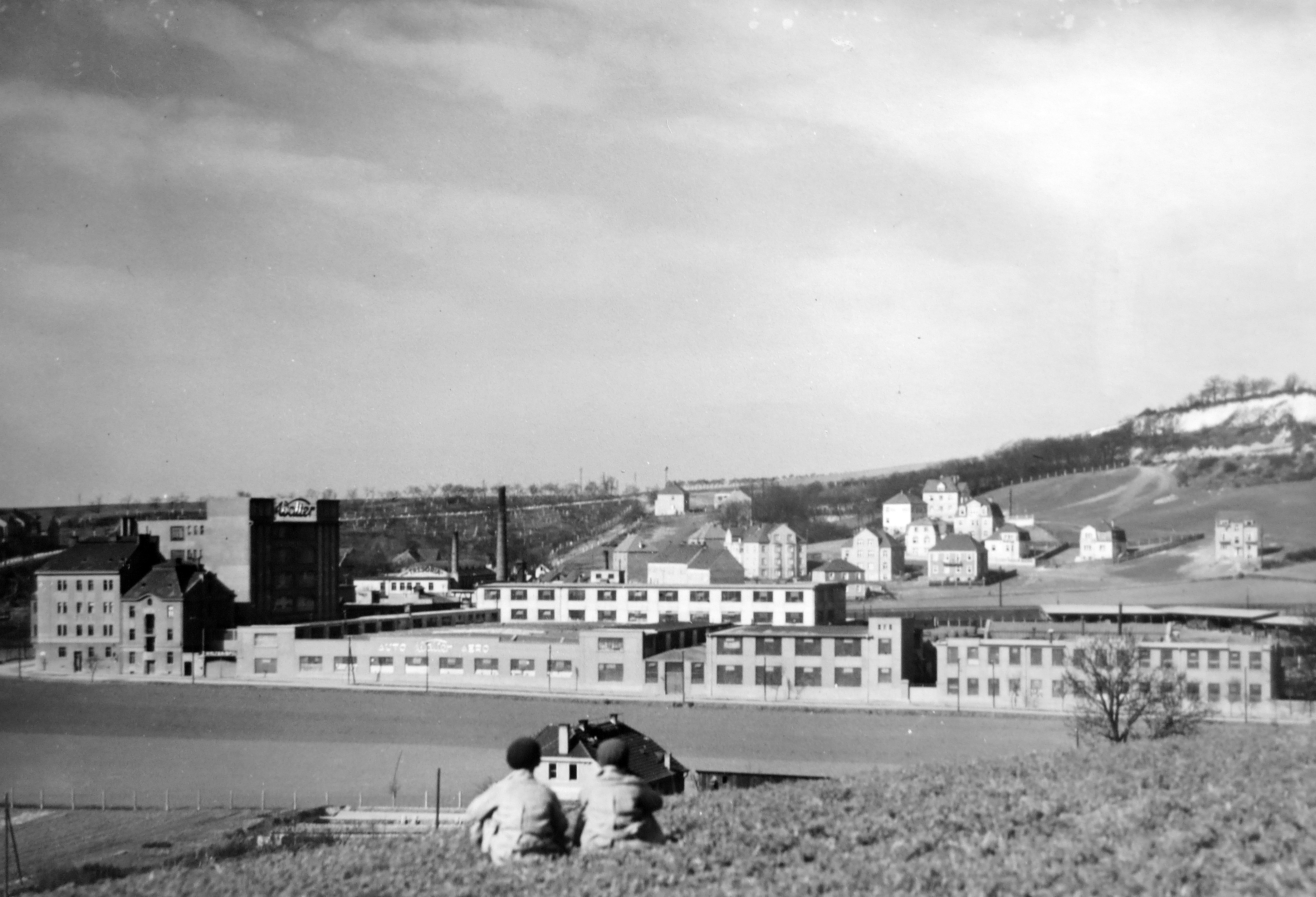
Továrna J. Walter a spol. s již stojící velkou betonovou budovou (1930)

Možná i z důvodu „smluvního“ neúspěchu v USA si na pomoc povolal mladšího bratra, Vítězslava ml., doktora práv, který zanechal advokátní praxe, a od roku 1929 vykonával funkci obchodního (komerčního) ředitele, která v sobě zahrnovala nejenom obchod ale i finanční a právní problematiku firmy. Na počátku 30. let je továrna na jeho popud rozšířena a modernizována. Nebylo to ovšem snadné, státní regulační komise nechtěla stavby povolit, protože „Jinonice mají být v zahradním pásu Prahy“. Pohrozil propuštěním 800 dělníků a povolení získal.

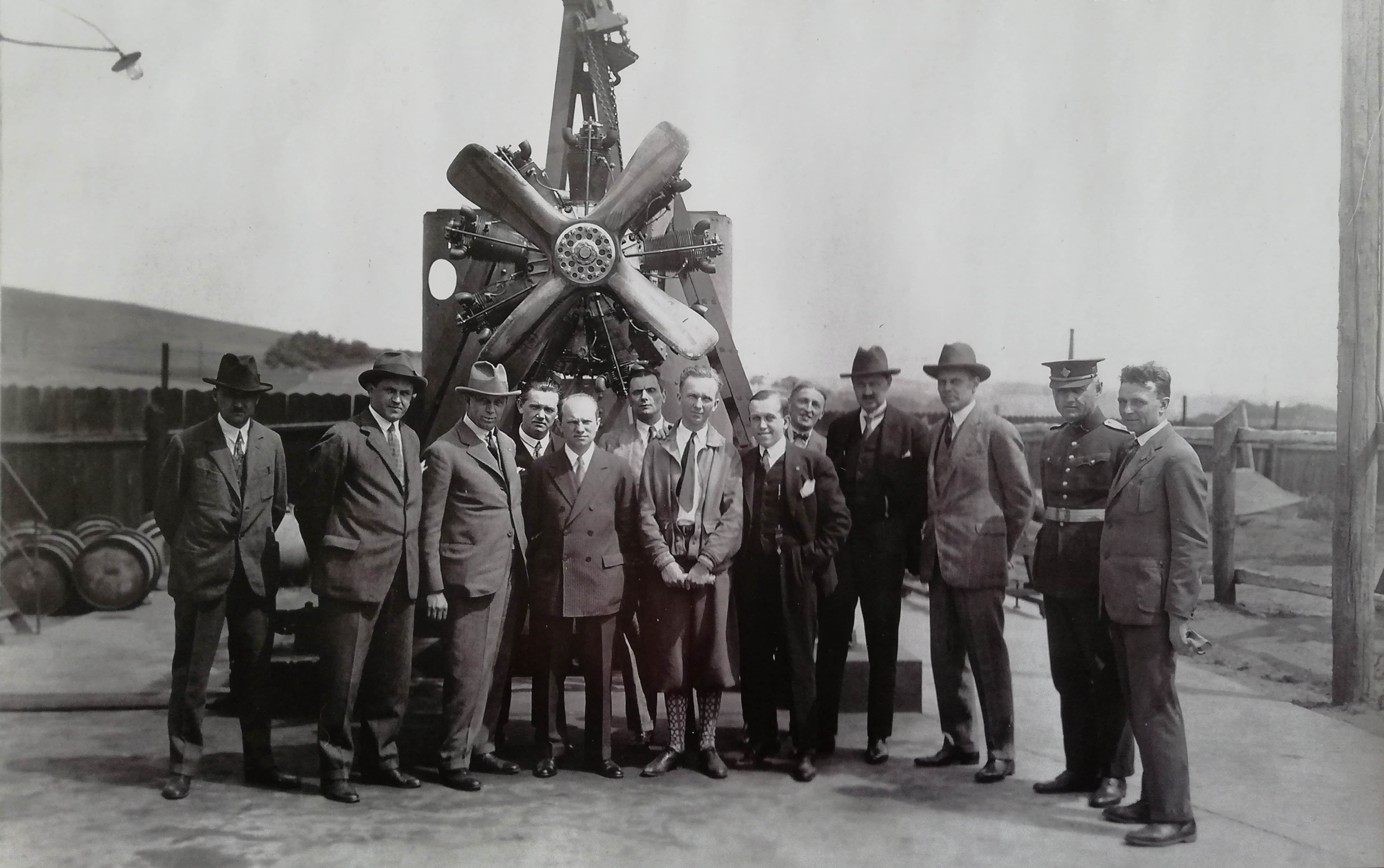
První zkušebna leteckých motorů továrny Walter při návštěvě amerických pilotů Chamberlina a Lewise (uprostřed), vlevo od nich stojí Vítězslav Kumpera a vpravo Antonín Kumpera (1932), pohled směrem na Vidoule.

Byla tehdy mj. postavena nová „velká betonová budova“ (1929) tzv. betoňák, což je jediná budova z bývalé waltrovky, která přežila výstavbu rezidence Waltrovka. Novou pětipodlažní železobetonovou skeletovou budovu realizovala Českomoravská stavební společnost. K ní byla z východní strany přistavěna v roce 1937 „nová betonová budova“ s kancelářemi ředitelství a moderními výstavními prostorami. Zde potom byly vystaveny makety leteckých motorů vyráběných v Jinonicích. Dnes jsou tyto exponáty součástí sbírek Leteckého muzea ve Kbelích a Národního technického muzea. Svými podlahami byla napojena na velkou betonovou budovu. Za války byl přistavěn i trakt na západní straně. Přístavby betonové budovy však výstavbu rezidence Waltrovka nepřežily.

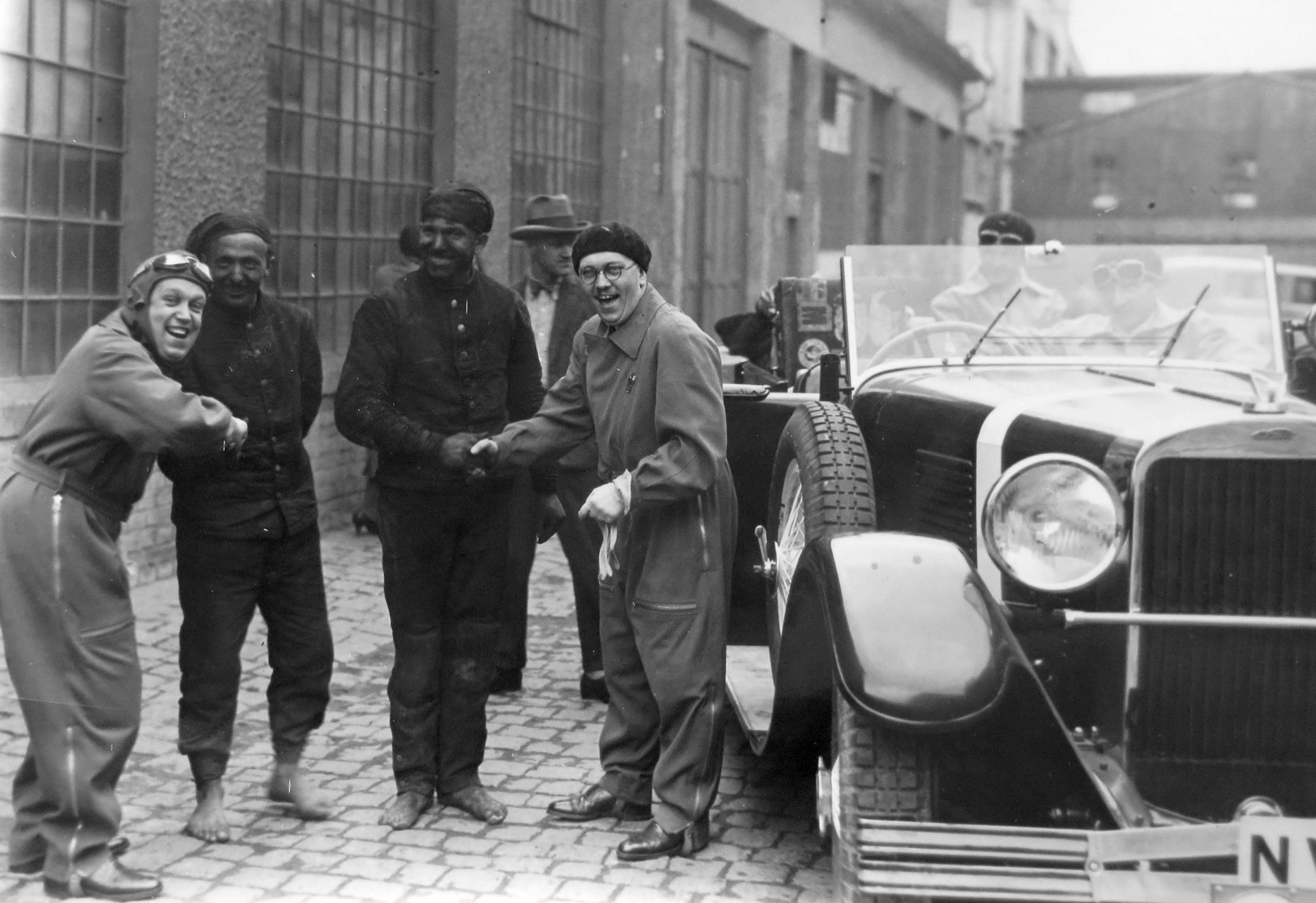
Walter Super 6 (1931) bratři Kumperové před odjezdem z továrny přijímají „štěstíčko“ (vlevo Antonín, vpravo Vítězslav ml.)

Na přelomu května a června 1931 (21.5.–7.6.) se tým tří „rudých ďáblů“, jak byl pro svou rudou barvu vozů tým nazván, zúčastnil na sportovních Waltrech Super 6, se zaplombovanou kapotou, mezinárodní soutěže spolehlivosti na 10 000 km Evropou (AvD 10 000 km Fahrt) ve 13 dnech, kterou uspořádal německý autoklub Automobilclub von Deutschland. Pod jeho vedením posádky tří vozů Walter Super 6 (č. motorů 5324, 5326 a 5328), které tvořily generální ředitel Walter ing. Antonín „Teny“ Kumpera – Jaroslav Manda (st. č. 63), jeho bratr, obchodní ředitel JUDr. Vítězslav Kumpera – J. Traube (st. č. 65) a tovární jezdec Jindřich Knapp – František Němota (st. č. 64). Soutěž byla ukončena v Berlíně na okruhu AVUS jízdou, při níž musely vozy jet 100 km – něco jako zkouška stálosti výkonu. Z 88 posádek na startu dojelo do cíle 67 a bez trestných bodů 60 automobilů. Všechny 3 vozy v rudých barvách zvládly nástrahy soutěže i závěrečnou zkoušku a zvítězily v soutěži továrních týmů včetně třídy nad 2000 cm3.
Již o týden později po návratu z Berlína (14. června 1931) se úspěšný tým Walter zúčastnil II. ročníku Lounské růžicové jízdy, která byla uspořádána v rámci známé krajinské výstavy v Lounech a byla ve stejný den slavnostně za přítomnosti p. ministra průmyslu, obchodu a živností dr. Matouška zahájena. Organizace se ujala lounská skupina Ligy čsl. motoristů a tato soutěž spolehlivosti motorových vozidel měřila 439 km. Trať na okruhu, který se jel čtyřikrát, probíhala 19 městy (Louny, Slaný, Kladno, Rakovník, Postoloprty, Žatec, Kadaň, Chomutov, Jirkov, Most, Libochovice, Budyně, Roudnice, Mělník, Velvary, Bílina, Teplice, Lovosice, Třebenice) a asi 90 obcemi. Přihlásilo se 80 závodníků, startovalo 65. Jelikož byly v propozicích pro jednotlivé kategorie stanoveny dosti vysoké rychlostní průměry, vyvinul se ze soutěže opravdový rychlostní závod, který měl všechen vzruch jako Zbraslav - Jíloviště, a všeobecně se říkalo, že je to „Zbraslav na 8 hodin„. Velkou pozornost vzbudily dva domácí týmy. Byl tu tým tří „rudých ďáblů od Waltrů“, které zvítězily v týmové soutěži 10 000 km Evropou a s nemenším zájmem se hledělo k vozům Praga, která vyslala do soutěže vozy Alfa a Piccolo. Mezi těmi, kdo beztrestně absolvovali trať a dostali pozlacenou plaketu, byl kompletní tým Walter Super 6 ve složení ing. Antonín Teny Kumpera, JUDr. Vítězslav Kumpera a Jindřich Knapp s vozy Walter Super 6.

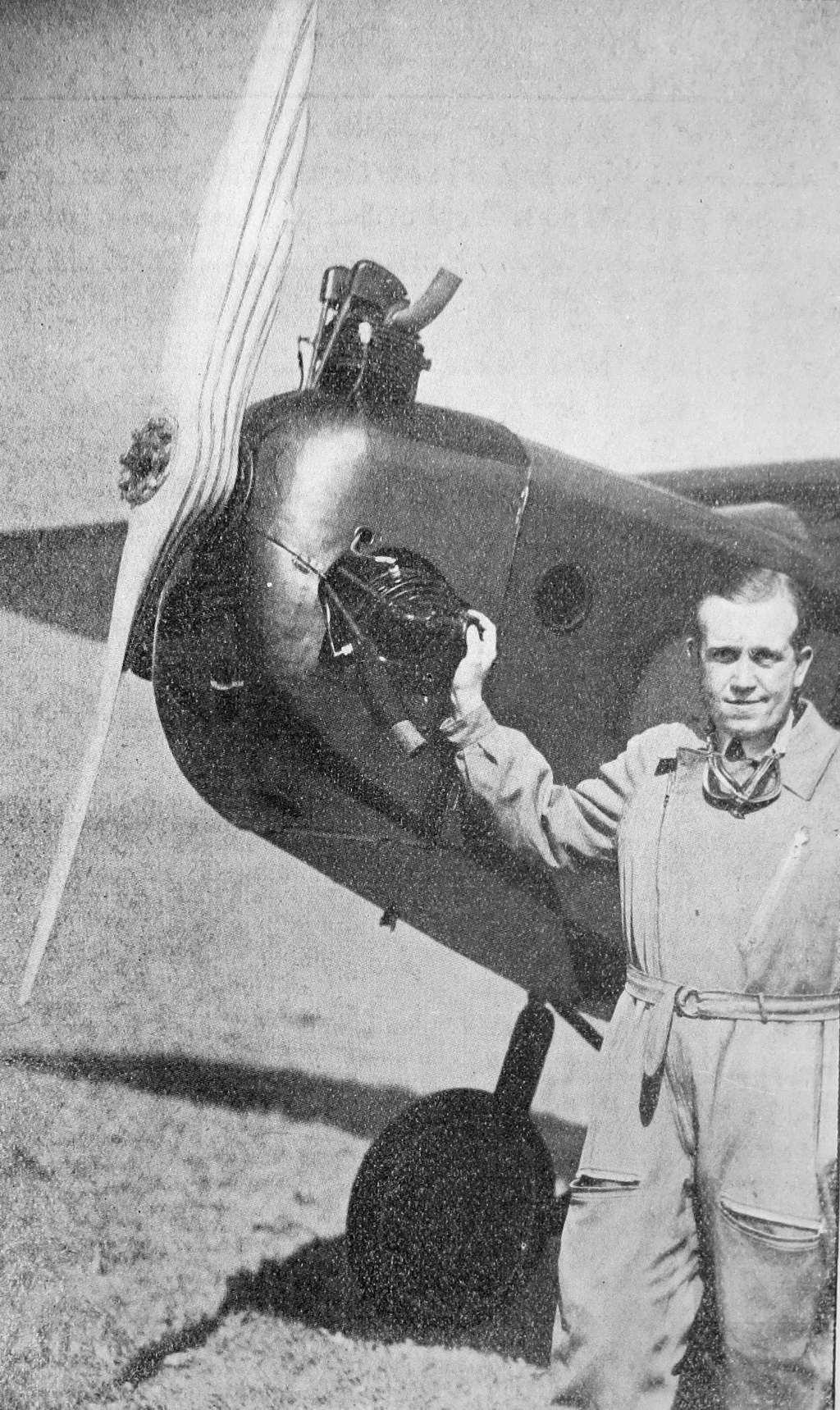
Antonín Kumpera u svého letounu Letov Š-39 s motorem Walter Polaris (1931)

V roce 1932 se ještě zúčastnil několika soutěží Concours d'Elegance. V Brně, v Piešťanech i v Luhačovicích získal na kabrioletu Walter Royal vždy prvá místa, která byla spojena se získáním zlaté stuhy, I. ceny se zlatou páskou nebo pozlacené či zlaté plakety. Od té doby u něj nad automobily vysoce převažoval zájem o letectví a letadla. Od roku 1931 byl pilotem, když v létě úspěšně složil po 4měsíčním výcviku pilotní zkoušky v Ústřední letecké škole a získal pilotní diplom sportovního letce. V roce 1932 byl vyznamenán rytířským řádem Italské koruny za zásluhy na poli letectví. Ve Světozoru o tom byla zmínka, opět pod zkomoleným jménem. Tentokrát byl uveden jako ing. Ferry Kumpera. Zúčastnil se leteckých sportovních podniků: Hvězdicového letu do Berlína a Hvězdicového letu do Varšavy. Vyhrál 1. cenu rychlostní a 1. cenu v přistávání. Podnikl řadu propagačních komerčních letů. Podle jeho zkušeností se rekonstruovaly automobily a letecké motory. Motorový sport vždy spojoval s průmyslovým podnikáním.

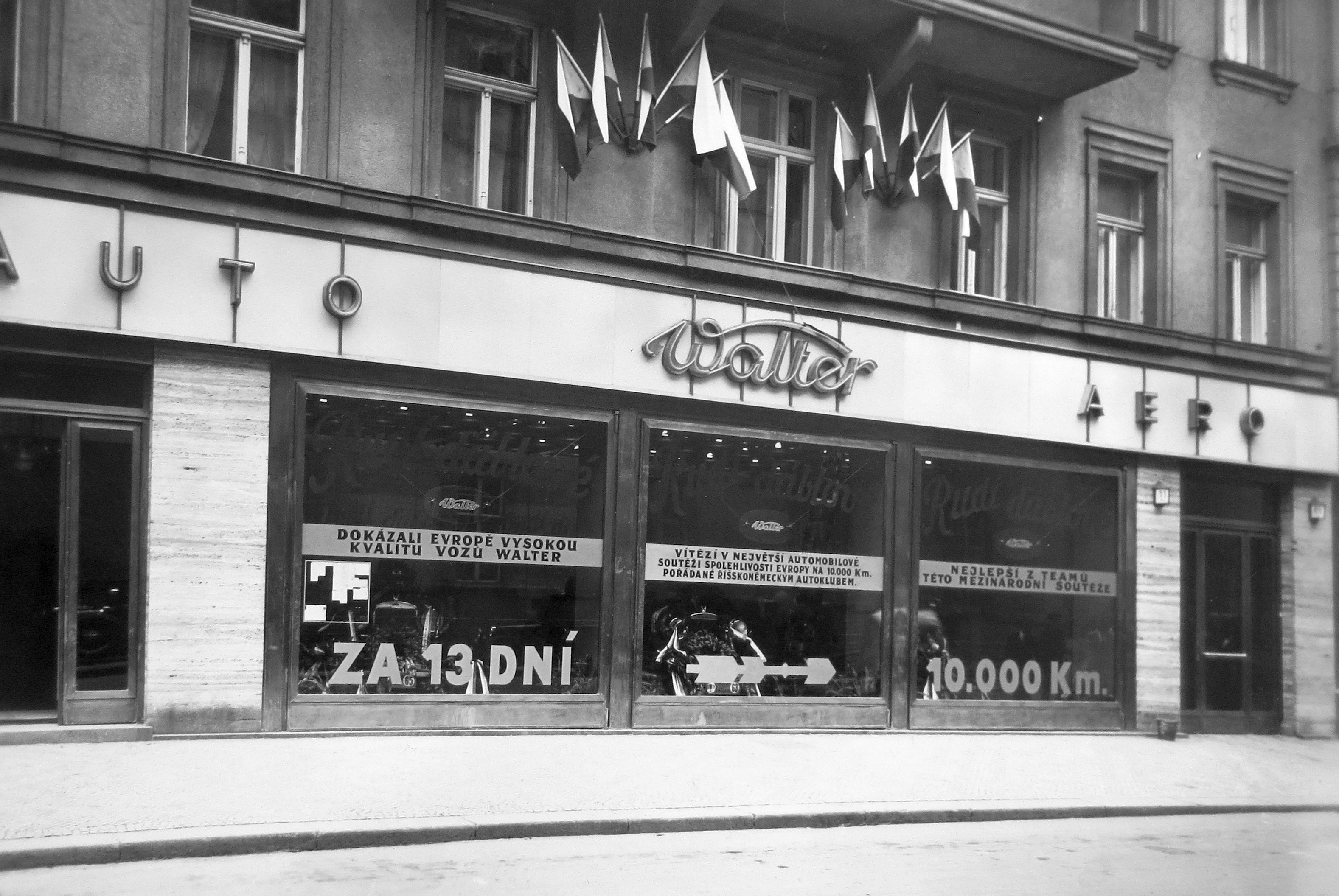
Reprezentační prodejna Walter v Platnéřské 89/11 (1931)

V období mezi roky 1927 a 1939 přešla továrna Walter od výroby desítek typů automobilů k desítkám typů leteckých motorů na konci třicátých let, což zvláště v období a po světové hospodářské krizi (1929–1932) byl obchodně i technicky vynikající výkon. Kumpera svými osobními styky zavedl výrobky Walter v celém světě a sám zorganizoval celý export. A to se ubránil konkurenčnímu ataku, když v krizovém období továrny Walter (1930–1933) odvrátil snahy plzeňské Škody o převzetí. Například za rok 1932 vykázala společnost čistý zisk 300 362 Kč, ale za cenu "drastických" opatření mj. po omezení výroby snížila společnost počet dělnictva na polovinu původního stavu a provedla snížení dělnických mezd a úřednických platů o 10 procent, sníživši současně počet úřednictva při zvýšení pracovní doby na 48 hodin.Je však pravdou, že se Kumpera v tomto období dopustil i několika manažerských chyb, především v nákupech zahraničních licencí na letecké motory Fiat (Walter W-V až V-VIII), dieselové motory Packard DR-980 a Junkers Jumo a také hvězdicový Bristol Mercury IV. U tohoto motoru byl úspěšný až následný model Walter Merkur V-S2 (1934) po prvním neúspěšném typu Walter Merkur I RC. U motoru Walter Mistral K 14 to bylo podobné. Licence byla zakoupena v roce 1931, ale na letounech se tento motor objevil až v roce 1934. Příliš úspěšný nebyl ani motor Walter Mira-R (1933), licence od britské firmy Podboy Airmotors Ltd.
Původní konstrukce jinonických motorů (řada NZ – ing. Jan Novák – ing. A. O. Zeithammer, hvězdicové motory – ing. F. A. Barvitius, invertní řadové motory – ing. F. A. Barvitius a později ing. Bohuslav Šimůnek) vhodně doplňoval licenčními motory BMW (W-III, W-IV), Fiat Aviazione (W-V, -VI, -VII, -VIII), Packard (Packard Diesel DR-980), Gnome et Rhône (Jupiter, Mistral K-14, Merkur) a Bristol Aeroplane (Pegas), i když ne všechny byly v Československu úspěšné. S licenčními motory však přicházela do továrny i řada technických novinek, které pak nechal aplikovat do výroby původních motorů Walter. Jinonické motory nosily věhlasné letouny více než 40 firem: německé Focke-Wulf, Fieseler, Bücker, Heinkel a Junkers, francouzské Albert-Aéronautique a Couzinet, rakouské Hopfner a Meindl Flugzeugbau, holandské N.V. Koolhoven a Fokker, litevské ANBO, ruské Jakovlev, Tumanskij, Gribovskij, Suchoj a Iljušin, italské Breda, IMAM, NARDI, Piaggio, Saro a Savoia-Marchetti, jugoslávské Zmaj Fizir, SIM, Rogožarski a Utva, americké Spartan Aircraft Co., turecká Nuri Demirağ, polské RWD, PWS a LWD, norské Marinens Flyvebaatfabrikk, švédské ASJA a Saab, britské Airspeed, Spartan Aircraft Ltd. a De Havilland, španělské CASA, González a Hispano Suiza, švýcarské FARNER, belgické SABCA a Orta-Saint Hubert, bulharské DAR, KAB-Kaproni Bulgarski atd. a pochopitelně české: Aero, Avia, Beneš-Mráz, Hodek, Letov, ČKD-Praga, Přikryl-Blecha a Zlín.

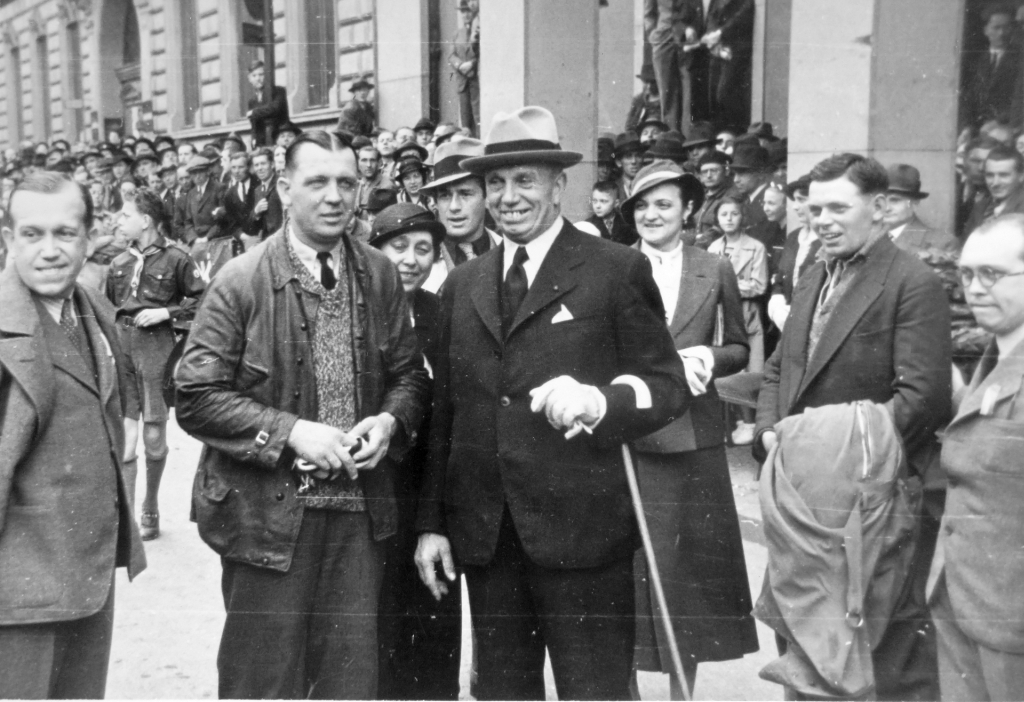
V cíli 1000 mil čsl. s vítěznou posádkou Knapp-Vojíř, zleva A. Kumpera (GŘ), J. Knapp, V. Kumpera (prezident fy.), K.Vojíř, V. Kumpera ml. (1934)

Na sklonku 30. let 20. století byla firma Walter největší továrnou na letadlové motory nejen v Československu, ale i ve střední Evropě. Měla přes 1100 zaměstnanců. Specializovala se výhradně na vzduchem chlazené motory, ve výrobním programu měla 18 různých typů pístových letadlových motorů. Motory značky Walter byly licenčně vyráběny v dalších pěti státech (v Jugoslávii, Polsku, Španělsku, Itálii a ve Francii), sériově byly zavedeny ve vojenském letectvu 13 států a používány byly v 21 státech světa. Vedle leteckých motorů firma Walter vyráběla příslušenství, palivová čerpadla, startéry, karburátory, vzduchové kompresory, vakuová čerpadla, laboratorní přístroje pro testování únavy a normálie z lehkých slitin.

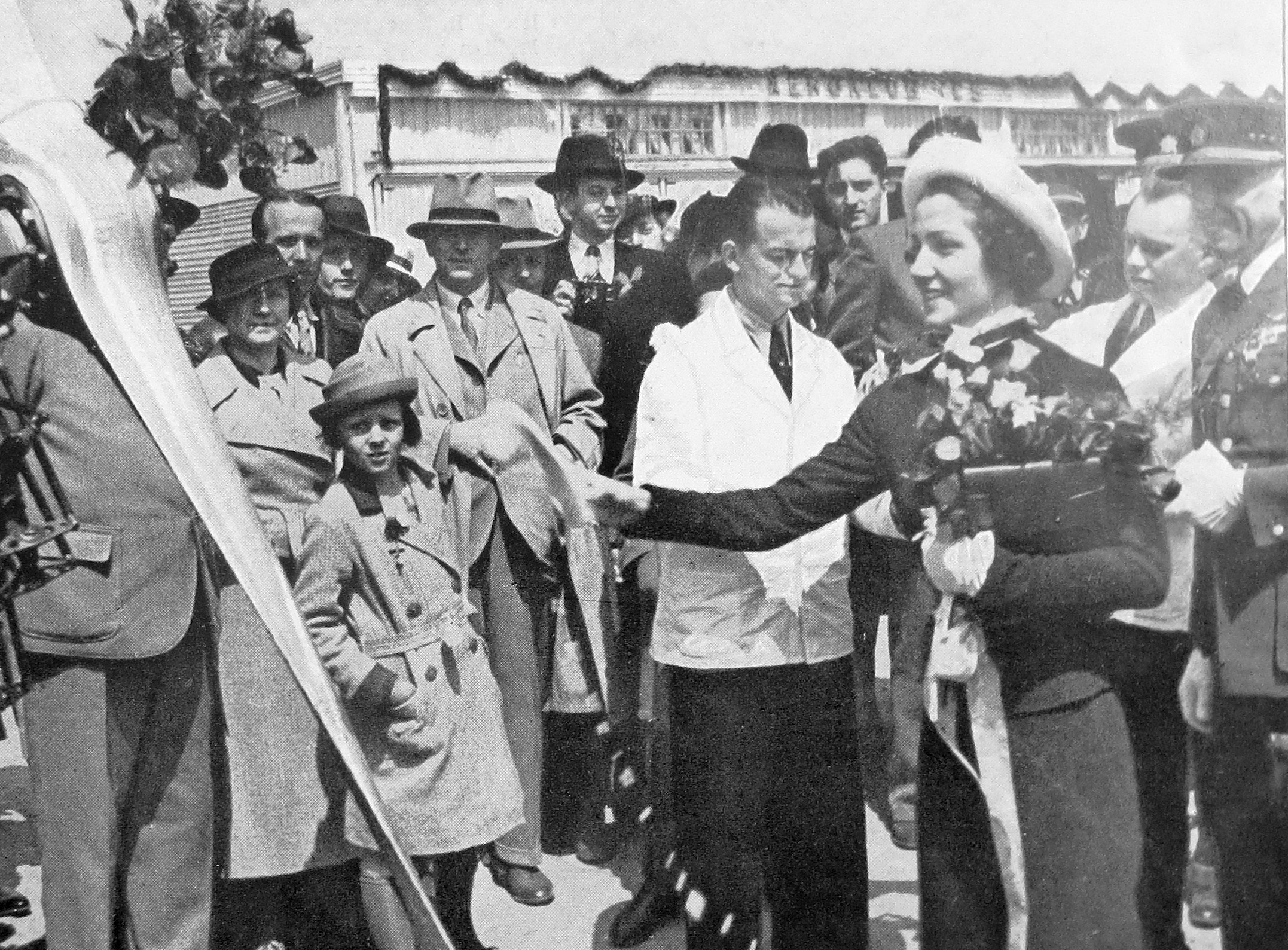
Olga (Lola) Kumperová při křtu letounu Letov Š-218 jménem Lola (1935)

Při „10. výročí“ (1937) jeho vedení továrny Walter neopomněl časopis Letectví tuto skutečnost zmínit. Bylo mj. uvedeno: „Své bohaté zkušenosti, získané v cizině během činnosti ve velkých motorových továrnách (Peugeot, Hispano-Suiza, Gnôme-Rhône, Bristol), uplatnil v řízení továrny WALTER, která díky jeho prozíravému a velkorysému vedení, hlubokým odborným znalostem a stálé péči, vzrostla za tu dobu na největší středoevropskou továrnu na letecké motory, jejíž výrobky jsou používány na celém světě a mají všude nejlepší pověst. Přejeme p. generálnímu řediteli Ing. Kumperovi, aby pod jeho dalším řízením továrna WALTER pokračovala ve svém rozvoji a aby jeho zdárná činnost na polí našeho letectví a pro representaci našeho leteckého průmyslu v celém světě přinesla nejlepší ovoce.“

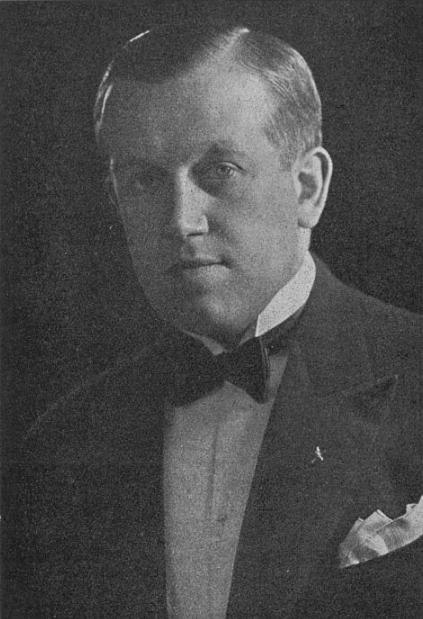
Antonín Kumpera, generální ředitel A.S. Walter (Letectví, srpen 1937)

V roce 1938 je Antonín Kumpera dekorován italským řádem Commendatore delle’Ordino della Corona d'Italia a následně i francouzským řádem Croix de Chevalier de la Légion d'Honneur. V napjaté době před II. světovou válkou uvažoval o částečném přesunutí výroby na Slovensko. Zakoupil pozemky o rozloze 132 237 m2 v Kubrej na severovýchodním okraji Trenčína a v květnu 1937 začala stavba. K přesunu však již nedošlo a nedostavěnou továrnu si v letech 1944–1945 pronajala plzeňská Škoda. Po válce se v těchto objektech vyráběla zemědělská zařízení továrnou OMNIA–Strojárne a automechanika (1946–1962), obráběcí stroje podnikem TOS (Továreň na obrábacie stroje) Trenčín (1963–1997) a TRENS SK, a. s. (o roku 1998, resp. 2011).
Proti skvělé profesní dráze Antonína Kumpery zazněla i odsuzující stanoviska. Staří soudruzi z jinonické Waltrovky mj. prohlásili: „O akciové společnosti Walter a spol. šla za první republiky pověst snad nejšpinavější kapitalistické firmy. V čele byli hlavní majitelé, rodina Kumperů, z nichž Antonín Kumpera byl generálním ředitelem, jinak pro své milostné avantýry, ač nevelký vzrůstem, byl označován za krále československých královen krásy. Kumperové byli kořistníci velkého stylu. Na úkor dělnické třídy a státu se obohacovali nejšpinavějšími prostředky.“ Nit suchou na Antonínu Kumperovi nenechal ani ing. Jiří Pergl (1925–2015), poválečný konstruktér v Motorletu, v „krizových letech“ místopředseda CV KSČ, později vyloučený ze strany a v říjnu roku 1970 propuštěný z Motorletu, pozdější přispěvatel do Národní kroniky Nadace Charty 77. Ten zpochybnil Kumperův inženýrský titul, jeho osobní život, výsledky v automobilových závodech, manželství s Olgou, originální konstrukce automobilů a leteckých motorů Walter atd. Jeho vzpomínky však obsahují desítky faktických chyb (o gramatických nemluvě), jeho hodnocení a tvrzení i z těchto důvodů je nutno brát, jakož i starých soudruhů z jinonické Waltrovky, s rezervou.
Antonín Kumpera přece jenom měl s "československými královnami krásy" cosi do činění. U okresního soudu na Zbraslavi se projednávaly v dubnu 1930 čtyři žaloby pro urážku na cti. Teny Kumpera žaloval slečnu Miladu Dostálovou, československou královnu krásy (1930), rovněž tak matku sl. Dostálové. Připojil se i jeho bratr dr. Vítězslav Kumpera z touže žalobou na sl. Dostálovou. A do čtvrtice žalovala sl. Dostálová A. Kumperu, že lže. Líčení bylo odročeno. V dalším jednání byl A. Kumpera osvobozen. Milada Dostálová měla o obou bratrech cosi nepěkného rozhlašovat, dokonce měla slibovat, že ing. Kumperovi v autoklubu nafackuje. Proto, že jí sliboval manželství, ale šlo prý mu jen o nekorektní styky. Soud připustil nějaké důkazy, a tak líčení v této žalobě bylo opět odročeno.

## Osobní život

### Sňatek
Ve třicátých letech patřil k pražské společenské smetánce. Navštěvoval bankety, bály, plesy a recepce, vč. společenských akcí pražského diplomatického sboru. Na jedné diplomatické recepci na jugoslávském velvyslanectví se seznámil s Olgou Georgijevičovou, narozenou 11.12.1916 v srbském Novém Sadu. Po krátké známosti se 9. dubna 1934 v chrámu svatého Františka z Assisi u Křížovníků s ještě 17letou Olgou oženil.
Svatba prý byla dostaveníčkem pražské elity i diplomatického sboru. Letadla Aeroklubu Vysokoškolského sportu, kterého byl Antonín Kumpera od roku 1933 předsedou, kroužila nad svatebním průvodem. Na svatební cestu novomanželé odjeli do Jugoslávie. Zřejmě nepřesné prameny tvrdí, že to bylo nejluxusnějším automobilem jinonické továrny, s kabrioletem Walter Royal. Sám Antonín Kumpera v Kronice Kolodějského zámku sděluje, že to bylo sice kabrioletem, ale Walter Princ – tedy minimálně o třídu níž. Denní tisk naopak uvedl, že Kumpera s novomanželkou odletěli na svatební cestu letadlem, které ženich pilotoval, pravděpodobně do Bělehradu.
Tehdy bydlel společně s bratrem v jednom z bytů v Platnéřské 11. Tam se mladí manželé nemohli přistěhovat. Velmi rychle je rekonstruován, jako dočasné provizorium, byt ve 3. patře v Platnéřské 11, kam se na krátký čas novomanželé uchýlili.

### Rodinný život
Dne 30. ledna 1935 se jim narodila dcera Olga Růžena Nataša Kumperová, které pak říkali Nina. V květnu 1935 byl slavnostně uveden do provozu nový hangár Aeroklubu RČs na státním letišti Praha (ve Kbelích), kde oba manželé byli přítomni. Antonín jako člen výboru ARČs. a předseda Aeroklubu Vysokoškolského sportu (AVS) a paní Olga (tiskem důvěrně nazývaná Lola) v roli kmotřenky nových letadel AVS. V tomto případě se jednalo o křest letadla Letov Š-218 s motorem Walter. Bylo pokřtěno jako Lola.
Po narození dcery od bankéře Josefa Haška, otce Elišky Haškové-Coolidge (jeho otec František Hašek byl zakladatel Bankovního domu Hašek a spol., prezident burzy, jeden z hlavních akcionářů vydavatelství Melantrich) koupil vilu na Jílovišti a po rychlé rekonstrukci se tam v létě 1936 s manželkou a dcerou nastěhoval.
O rok později, 2.6.1937 se jim narodil syn, Antonín Vítězslav Walter Kumpera. Vila byla už nedostačující, proto na podzim 1937 koupil od Vladimíra a Anny Holekových zámek Koloděje (1937–1947) s jízdárnou a oborou. Opět došlo k celkové rekonstrukci a modernizaci (včetně instalace ústředního vytápění). Byla obnovena také zahrada a zámecká obora, vybudován tenisový kurt, skleník a vodní elektrárna. V květnu 1939 byly práce dokončeny a Antonín Kumpera s rodinou se opět stěhoval. Vášnivě miloval jízdu na koni a drezúru. Rád hrál i golf. K tomu v zámecké oboře a v jízdárně měl dostatek příležitostí. Koncem roku, 29.12.1939 se jim narodil druhý syn, Vítězslav Antonín Tomáš Kumpera.

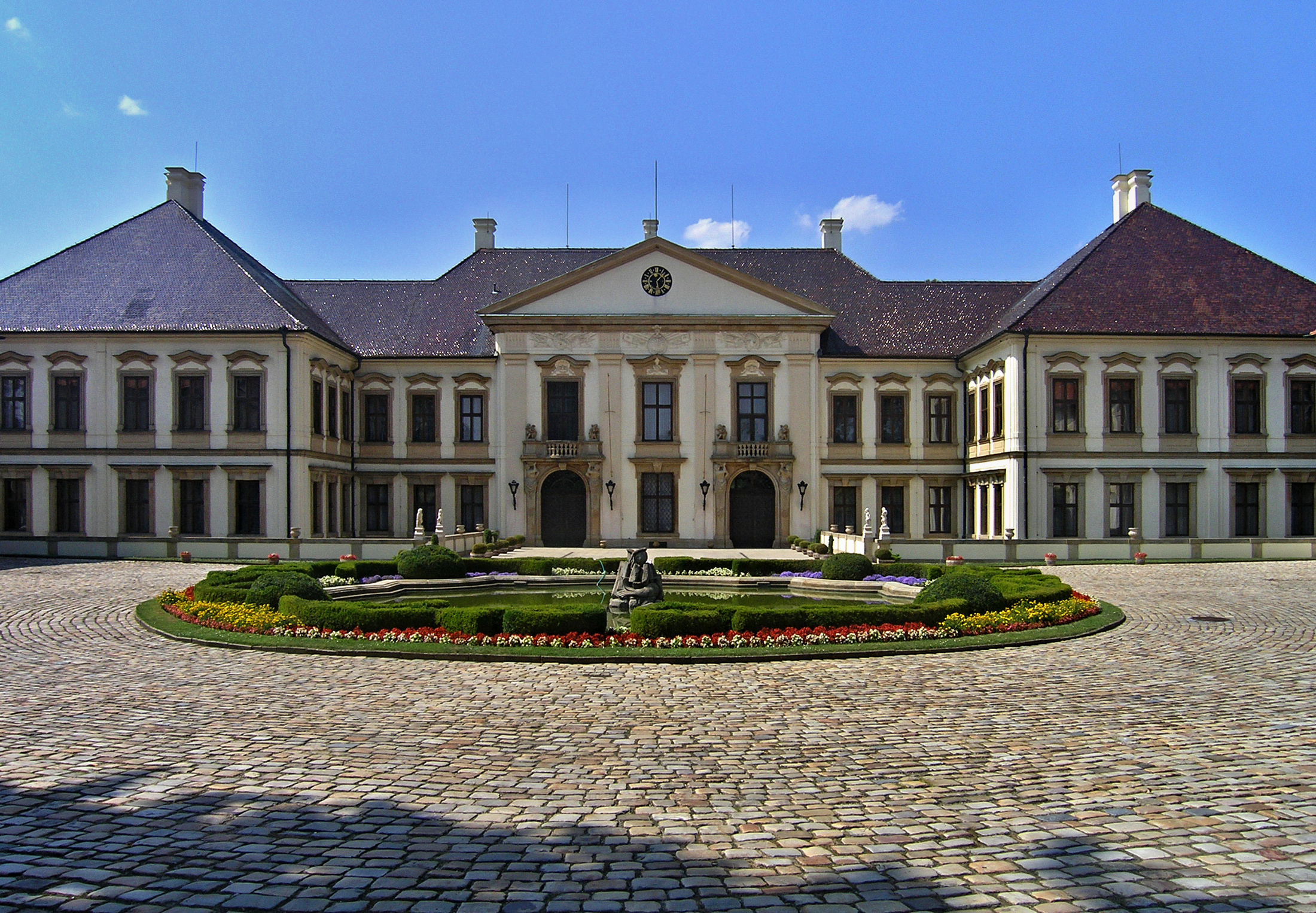
Zámek Koloděje

## II. světová válka a doba po ní

### Německá okupace
V době okupace Československa během druhé světové války byla továrna Walter a její výrobní program plně podřízen potřebám německé armády prostřednictvím továrny Argus Motorenwerke A.G. v Berlíně. Podnik používal německý název Walter Automobil und Flugmotoren Fabrik A.G. Antonín Kumpera sice ve vedení firmy zůstal, ale „kolektivním prokuristou“ firmy byl německý zmocněnec a exponent gestapa Gustav Klestil, narozený ve Vídni. Část dosaženého zisku za rok 1940 byla použita na zvýšení základního akciového kapitálu firmy (z 16, 8 mil. korun na 33,6 mil. korun), ale i na rozšíření podniku o další velké výrobní prostory. V letech 1942–1943 byly přistavěny budovy východně od Jinonické ulice, mj. tzv. Iranhala, největší výrobní hala ve firmě. Od té doby přestala být část Jinonické ulice veřejnou a stala vnitřní komunikací ve firmě. V témže období byl k "velké betonové budově" přistavěn na západní straně další trakt. Ke konci války se kapitálová účast Kumperů na A.S. Walter uváděla 60% z 42 000 vydaných akcií v nominální hodnotě 800 Kč/ks (tj. přibližně 20 mil. Kč). Největším podílníkem byl Antonín s 28,5%, Vítězslav ml. měl 20,5% a Vítězslav st. necelých 11%.
Zámek v Kolodějích během II. světové války sloužil i jako útočiště pro několik velvyslanců. Na jaře 1943 byly všechny uvolnitelné prostory propůjčeny na žádost Národní galerie pro úschovu některých vzácných obrazů a plastik. Kumperovi na konci války kvůli lidovým nepokojům v Kolodějích přesídlili do domu v Platnéřské ulici v Praze.

### V roce 1945
V továrně Walter se po válce objevil i Antonín Kumpera a přednesl zaměstnancům závodním rozhlasem vizionářský projev v očekávání návratu původní, předválečné situace. Ještě v květnu však byla zvolena zaměstnanci Závodní rada, která odmítla s Kumperou spolupracovat. Druhým významným počinem Závodní rady firmy A.S. Walter bylo rozhodnutí ze dne 15.5.1945 o propuštění některých zaměstnanců, mezi nimiž byli mj. hlavní konstruktér ing. František Adolf Barvitius, komerční ředitel dílen (výrobní ředitel) ing. Otomar Benák a ředitel ing. Jan Šusta, spolužák A. Kumpery z pražské techniky. Jak se uvádí ve „Sdělení“ byli propuštěni bez jakékoliv náhrady a nesmí jim být vyplacena jakákoliv hotovost. U Šusty následovalo i obvinění z kolaborace a přímo z pohřbu jeho otce prof. Josefa Šusty (prezident České akademie věd a umění, který 27.5.1945 spáchal sebevraždu) byl Závodním výborem odveden. Později však byla Závodní rada Walter odsouzena k zaplacení náhrady těm, které „pro kolaborantství ze závodu odstavila“.
V srpnu 1945 vydal národní výbor v Kolodějích Kumperům osvědčení o státní a národnostní spolehlivosti, podle něhož nebyli v době německé okupace ve spojení s Němci, chovali se jako dobří Češi a měli sociální cítění. Přesto byl majetek rodiny Kumperovy (Kumpera) konfiskován dle Dekretu presidenta republiky ze dne 25. října 1945 o konfiskaci nepřátelského majetku a Fondech národní obnovy č.108/1945 Sb. V neprospěch Antonína Kumpery bylo později použito to, že nacistický správce waltrovky Gustav Klestil jej po dobu války nechal ve vedení firmy Walter. Antonínu Kumperovi byl zámek Koloděje v roce 1945 (oficiálně až 1948) zkonfiskován.

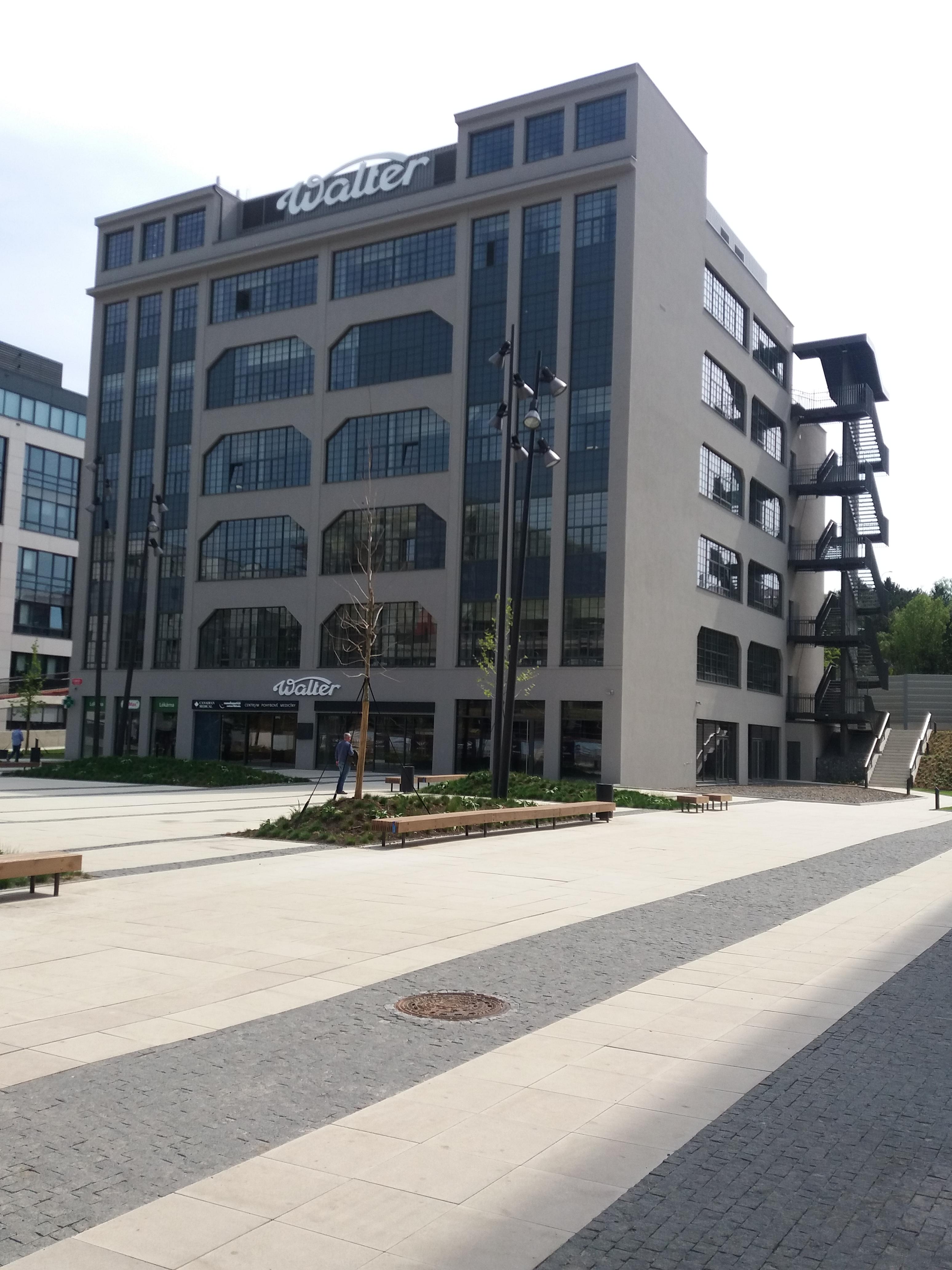
Velká betonová budova Walter v rezidenci Waltrovka (2018)

V říjnu 1945 byla továrna Walter Dekretem presidenta republiky ze dne 24. října 1945 o znárodnění dolů a některých průmyslových podniků č. 100/1945 Sb. znárodněna. Stalo se to Vyhláškou ministra průmyslu Bohumila Laušmana ze dne 27. prosince 1945 se zpětnou platnosti k 27. říjnu 1945. Již předtím (19.7.1945) byla na továrnu výnosem ministra průmyslu uvalena národní správa, jejíž členové Josef Krátký, ing. Alois Krátký, ing. František Nušl, Theodor Svoboda a ing. Václav Šístek nadále závod vedli.

### Obvinění, vyšetřovací vazba a emigrace
V lednu 1946 byli všichni tři Kumperové (otec i oba synové) a obchodní ředitel Theodor Svoboda zatčeni pro údajnou kolaboraci s Němci a na základě zjištění komise ministerstva průmyslu obviněni i z finančních machinací a daňových podvodů velkého rozsahu, za bezmála 160 milionů korun. V obvinění bylo mj. uváděno, že v letech 1935–36 A. Kumpera prodal fašistické Itálii přes bělehradskou pobočku Svetozar Vlajkovič firmě Alfa Romeo 100 motorů Pegas IV-S2 v hodnotě ca 30 mil. Kč a tuto částku si měl uložit ve švýcarské bance na soukromý účet. Mimo to v letech 1936–9 obdržela firma Walter od Ministerstva národní obrany přes 48 mil. za dodané letecké motory, avšak tato částka nebyla zanesena do provozního kapitálu firmy, ale měla být použita k soukromým účelům Kumperů, v čemž obvinění spatřovalo činnost směřující k podpoře fašismu. Za okupace měli Kumperové udržovat velmi důvěrné a přátelské styky s dohlížejícím orgánem říšské branné moci Gustavem Klestilem, darovat mu 415 700 Kč na opravy bytu a na nákup bytového vybavení (Na Václavce 15), měli uchovávat 10 tun hliníku ve sklepě domu v Platnéřské 11 a na náklady firmy měli financovat různé nákupy a služby pro osobní potřebu, čímž tedy podporovali německé okupanty ve smyslu dekretu č. 108/45 Sb.
V době jejich zatčení Olga Kumperová dostala příkaz vystěhovat se jen s osobními potřebami a třemi dětmi ze zámku v Kolodějích. Belgický velvyslanec Marcel Henri Jaspar, který v té době měl část zámku pronajatu, jí pomohl v diplomatickém autě zachránit alespoň některé cennosti a doporučil cestu ven přes Vídeň. Do žádosti uvedla, že jede navštívit svou matku do Jugoslávie.
O kauze Kumperů podrobně informoval tisk, zvláště Rudé právo. V komentářích byl Kumperům vytýkán postoj k 6týdenní stávce dělnictva v říjnu 1932 (po snížení platů až o 60%), velezrádné dodávky fašistické Itálii, která tehdy čelila sankcím vyhlášených Společností národů („Zákeřnou ziskuchtivostí Kumperů kroužily nad zříceninami Addis Abeby fašistická letadla, vybavená motory Walter. Fašističtí vzdušní piráti, neseni motory Walter, bombardovali Madrid a Barcelonu“), prodej licence motoru Walter Sagitta do Itálie (ten se uskutečnil až za okupace v letech 1939–41), výměnu záchodů za turecké (aby úřednictvo nemohlo číst při výkonu noviny), odposlouchávací zařízení z „ředitelny“ do nejrůznějších oddělení a kanceláří atd., což jeden z komentářů uzavírá vyjádřením: „oč rychleji můžeme být venku z poválečných potíží a jak se bude moci zvyšovat životní úroveň lidu, když nyní po zestátnění nebudou sedět na krku pracujících takové pijavice jako byli Kumperové. … Zločinci stojí před tváří našeho lidu. Trojlístek Kumperů spolu s jejich pomocníkem Theodorem Svobodou (ten ve vyšetřovací vazbě zemřel) je za mřížemi a doufáme, že dosti pevně“. Tisk si povšiml si i soukromé pozvánky, kterou adresovala Lola Kramperová říšskému protektorovi Neurathovi v roce 1940. Zde kynula malá naděje.
Z vyšetřovací vazby byl však po roce a půl nejdříve propuštěn Vítězslav Kumpera st. a v říjnu 1947 i oba jeho synové, Antonín a Vítězslav ml. To vyvolalo celozávodní schůzi v jinonické továrně a rezoluci, zaslanou na ministerstvo vnitra, spravedlnosti, průmyslu a ÚRO, která odsuzovala propuštění před vydáním rozsudku. K soudnímu jednání už nedošlo, protože Kumperové postupně emigrovali. Určitě neutíkali přes „kopečky“ s ruksaky na zádech. O mnoho let později se v pozůstalosti Antonína Kumpery našly mj. „balíky“ akcií A.S. Walter. Díky stykům v diplomatickém sboru to bylo vycestování téměř „legální“. Antonín Kumpera vycestoval s belgickým pasem znějící na jméno Philippe de Longhe na švýcarské vízum. Potom přemístil do Jižní Ameriky, zprvu byl v Argentině (Buenos Aires, Casilla de Correo 4826), kde již měl být v lednu 1948, a později v Brazílii. Takto pro Antonína Kumperu v jeho 46 letech nastala nová životní etapa.

### Továrna Walter po odchodu Kumperů
Zatím ve znárodněné továrně Walter v roce 1946 (od 1. června 1946 jako Letecké závody n.p., závod 01) byly vyrobeny první kusy nové verze motorů podle konstrukce ing. Bohuslava Šimůnka Walter Minor 4-III a větší sérii Mikronů III z materiálu, který si „schoval“ před nacisty tehdejší ředitel a spoluvlastník Waltrovky Ing. Antonín Kumpera. Motory Mikron III byly vyrobeny, ale nebylo pro ně zprvu využití, a tak se začaly montovat do letounů Praga E-114. Ještě později, v polovině 50. let, byly v továrně za falešnou stěnou nalezeny další desítky předválečných Mikronů II. Pravděpodobně je tam dal ukrýt právě Ing. A. Kumpera. Poslední Mikrony z těchto sérií slouží v některých ultralehkých letounech ještě v 21. století.

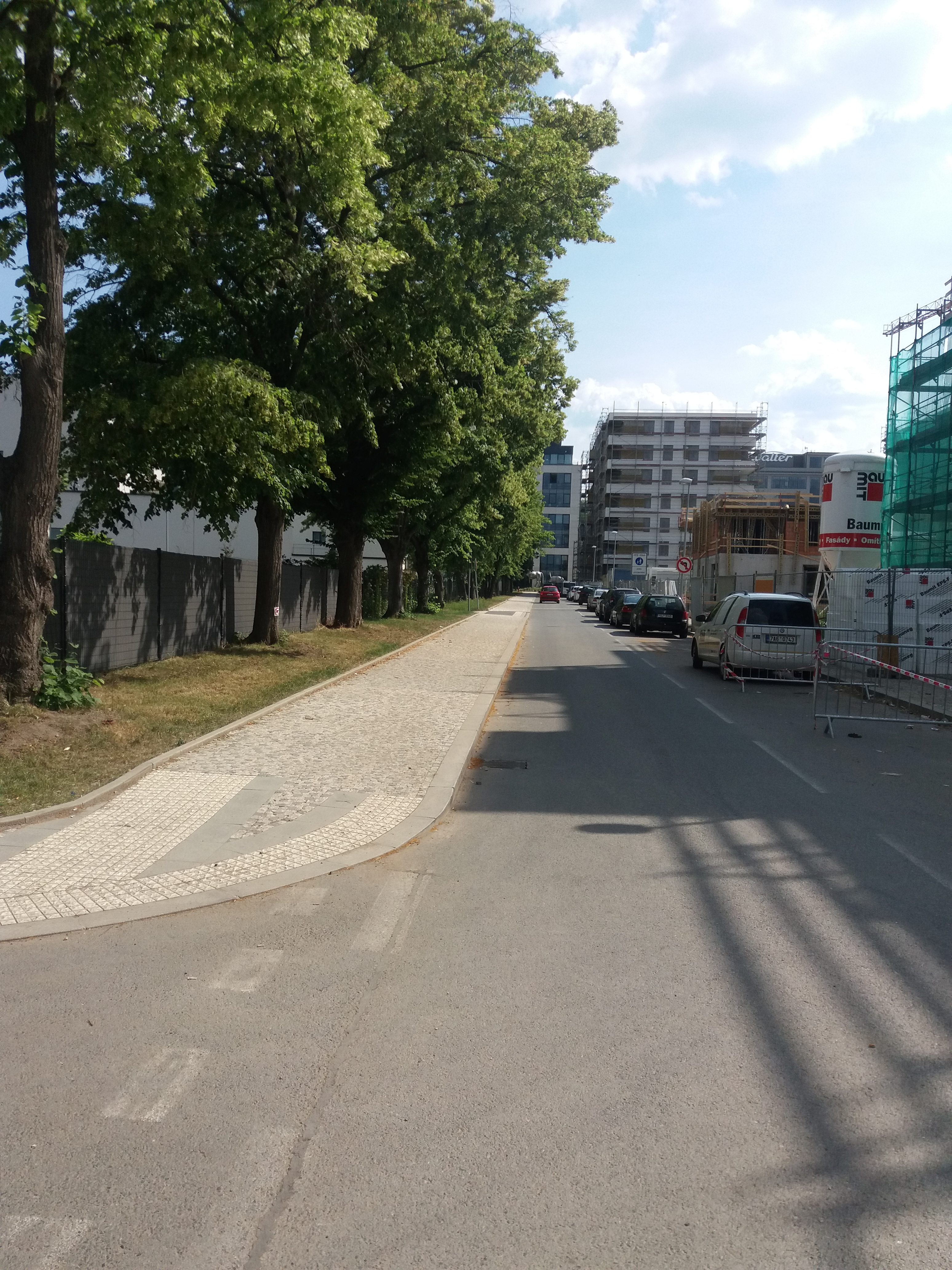
Barvitiova ul., dříve část Jinonické v rezidenci Waltrovka

## Život v emigraci
Jak již bylo řečeno, byl velmi schopný a rychle se zorientoval i v Brazílii v nově nastalé situaci. Správně předpokládal, že São Paulo se bude rychle rozrůstat a lidé budou potřebovat nové domy a byty. Založil stavební a realitní firmu, nakoupil pozemky, sehnal úvěry u bank, zadal architektovi projekt a poblíž metropole postavil satelitní městečko. To mu vyšlo velmi dobře – tehdy mělo São Paulo šest milionů obyvatel, o 40 let později jich tam žilo přes 22 milionů. Poté se pustil do stavby výškových apartmánových budov, které pojmenoval kondominium Kumpera a tento nájemní bytový komplex byl uveden do užívání v roce 1957. Condominio Edificio Victor (Vítězslav) Kumpera stále stojí na svém místě v São Paulu a jeho interiér i průčelí zdobí velké písmeno K, vyvedené jako erbovní znak (tentýž znak je i na domě v Havelské 29, kde bydlel Vítězslav Kumpera ml., a bývala tam vzorková prodejna „trezorové“ továrny Tresoria Jinonice, kterou pro změnu vlastnil Vítězslav st.). Kromě toho investoval do akcií firmy Dominium, první společnosti na výrobu instantní kávy v Jižní Americe. Později je zmiňován jako realitní makléř v Patagonii.
V rodinném životě se mu až tak nedařilo, v Brazílii už to mezi manžely neklapalo jako dřív. Rozešli se, jak uvedl v rozhovoru Vítězslav Kumpera nejml. Antonín Kumpera se znovu oženil, 17. září 1949 v mexickém Temixcu (asi 100 km jižně od Mexico City) si vzal o dvacet let mladší Annu Idu Ackermannovou (jeho první žena byla o 15 let mladší), dceru bohatého švýcarského průmyslníka Emila Ackermanna, majitele firmy Emack z Curychu, obchodně zastupující švýcarské podniky pro Československo (Sokolovská 105/76, Praha – Karlín). Antonín Kumpera žil s manželkou v Jižní Americe, ale nakonec se přestěhovali do Švýcarska, kde jeho manželka získala nějaké nemovitosti. Zdědila totiž krásný dům ve švýcarských Alpách u Lugana a naléhala, aby se tam odstěhovali. Antonín Kumpera prodal vše, co na jihoamerickém kontinentu vlastnil, včetně apartmánu u moře, a oba počátkem 60. let přesídlili do Evropy.
V polovině 60. let řešil švýcarský soud žalobu na Antonína Kumperu na neplatnost manželství s Annou Idou Ackermannovou z důvodu bigamie. Podle žaloby nebyl totiž doložen rozvod s první manželkou Olgou. Paní Olga s dětmi i se švagrem Vítězslavem ml. a jeho rodinou žila stále v Brazílii a rozhodně nezanevřeli na Československo. Byli aktivní např. v krajanském Sokole São Paulo. V roce 1958 na schůzi krajanů v São Paulu, které se zúčastnilo asi 60 osob, byla sestra Věra Kumperová (dcera Vítězslava Kumpery ml.) zvolena jako náčelnice a jako náčelník bratr Souček. Nicméně kantonální soud ve věci bigamie nerozhodl z důvodu nepříslušnosti, protože se jednalo o brazilského občana (uvádělo se u něj bydliště v uruguayském Montevideu, tedy v Patagonii) a švýcarskou manželku. Kdo byla ta třetí strana, která se dovolávala zrušení sňatku, není z rozsudku kantonálního soudu až tak zřejmé. Byla uváděna Anny Ackermannová, zřejmě matka Idy Ackermannové, která se domáhala zneplatnění sňatku a tím zneplatnění zejména smlouvy o dědění ze dne 2. května 1958. Později se jí to nějak podařilo a Jiří Pergl k tomu dodává: „Stará vydědila Tenyho, musel jí provézt něco strašného.“
Všechny 3 Kumpery (i již přes 20 let mrtvého Vítězslava Kumperu st.) a jejich manželky, syny i dcery od roku 1975 evidovala StB v záznamech Evidence zájmových osob (EZO), ale nelze z nich dohledat konkrétní důvod, proč dotyčnou osobu StB (Statisticko evidenční odbor Vnitřní a organizační správy FMV, SEO VOS FMV) evidovala.
Po smrti manželky zůstal Antonín Kumpera sám ve Švýcarsku a později v Německu, kde 19. března 1990 zemřel ve věku 88 let.

### Restituce majetku
Druhý syn Vítězslav (Antonín Tomáš) Kumpera nejml. se pokusil po sametové revoluci restituovat pozemky a budovy Motorletu n.p. Do podniku dne 30. září 1991 dopisem zaslal výzvu: „vyzývám Vás k vydání nemovitostí Vaší továrny se stavebními parcelami, neboť tyto vlastnil můj otec Ing. Antonín Kumpera, který zemřel dne 19.3.1990. Veškeré pozemky s nemovitostmi přešly na stát vyvlastněním, avšak domnívám se, že v rozporu s tehdy platnými předpisy, takže je dán důvod vydání ve smyslu ust. §6 odst.1 písm.k) zákona č.87/1991Sb.“ Právní oddělení Motorletu na tuto výzvu reagovalo sdělením: „Pokud jde o způsob, jak přešel majetek akciové společnosti WALTER, továrny na automobily, na stát, uvádíme, že tento majetek byl znárodněn zestátněním na základě dekretu prezidenta republiky č.100/1945 Sb. ze dne 24.10.1945. Tento dekret se na majetek akciové společnosti WALTER, továrny na automobily, vztahoval proto, poněvadž šlo o podnik průmyslu kovodělného s více než 500 zaměstnanci podle průměru stavů ke dnům 1. ledna let 1942 až 1944 podle §6 odst.1 č.6 tohoto dekretu. Vyhlášení znárodnění Akciové společnosti WALTER, továrny na automobily, bylo provedeno vyhl. č.105 Úředního listu 1946 ze dne 27.12.1945. Jelikož nám není známa žádná skutečnost, která by prokazovala, že znárodnění Akciové společnosti WALTER, továrna na automobily, bylo provedeno v rozporu s tehdy platnými zákonnými předpisy, nemůžeme Vaší výzvě k vydání věci ve smyslu ust. §5 odst.1 zákona č.87/1991 Sb. vyhovět.“
Úspěšnější byl v úsilí o restituci rodového majetku, tj. u těch částí, které byly původně v jejich osobním vlastnictví. Po téměř dvacetiletých sporech Nejvyšší soud po roce 1990 uznal, že konfiskace majetku rodu Kumperových byla zneužitím Benešových dekretů v zájmu nastupujícího totalitního režimu. Podařilo se mu vysoudit zámek Koloděje s oborou a jízdárnou (Antonín), domy v Platnéřské 89/11 (Vítězslav st.) a v Havelské 496/29 (Antonín napůl s Vítězslavem ml.). O vily na Jílovišti č.p. 44 (Antonín), ve Všenorech č.p. 61 (Vítězslav ml.) a v Praze nad Nikolajkou (Na Mrázovce 1877/18, Antonín napůl s Vítězslavem ml.) a domy ve Štěpánské 645/33, na Letné – Milady Horákové 853/80 (Vítězslav ml.) a Milady Horákové 387/56 (Antonín), na Smíchově – Štefánikova 18/25 (Antonín) v restituci nežádal, protože v době podávání restitučních nároků neměl k dispozici příslušné podklady z katastrů.
Syn Antonína Kumpery Vítězslav Kumpera nejml. všechny v restituci získané nemovitosti a pozemky prodal a odjel zpět do Brazílie.